# Bulgária
Bulgária (bolgárul: България, Balgarija), hivatalos nevén a Bolgár Köztársaság (Република България, Republika Balgarija) a Fekete-tenger partján fekvő, 6,6 millió lakosú állam Délkelet-Európában. Északról Románia, nyugatról Szerbia és Észak-Macedónia, délről Görögország és Törökország, keletről a Fekete-tenger határolja. Fővárosa és legnépesebb városa Szófia.
Az első egységes bolgár állam kialakulása a 7. században alapított bolgár birodalom idejére nyúlik vissza, amely a Balkán jelentős részét uralta, és a korai délkeleti szláv népek kulturális központja volt. A mai Bulgária 1878-ban, az orosz-török háború (1877–1878) és az Oszmán Birodalom összeomlása nyomán alakult ki.
2007 óta az Európai Unió tagja. Az Európai Unió legszegényebb országa, 2022-ben a GDP arányos kiterjedt feketegazdaságával megelőzi valamennyi EU-s országot. Magyarország mellett 2022-ben az Unió egyik legkorruptabb országa, amely komoly demográfiai válsággal is szembesül. Az 1988-as közel kilencmilliós csúcshoz képest napjainkban (2022) már csak kb. 6,5 millió ember lakja, ami tovább csökken.
A Föld legnagyobb levendulaolaj előállítója, és nagy hagyományai vannak a rózsatermesztésnek és a rózsaolaj előállításának is.
Nemzetközi tagsága: EU, ENSZ, EBESZ, Fekete-tengeri Gazdasági Együttműködés, Nemzetközi Valutaalap, WTO, NATO, Schengeni övezet.

## Földrajz
Bulgária a Balkán-félsziget keleti felén található, délen Görögország (472 km) és Törökország (223 km), nyugaton Észak-Macedónia (162 km) és Szerbia (344 km), északra Románia (605 km) határolja a Duna folyóval. Szárazföldi határainak hossza összesen 1806 km, a fekete-tengeri határának hossza 354 km. Területe 110 994 km2.

### Domborzat

Bulgária domborzati térképe

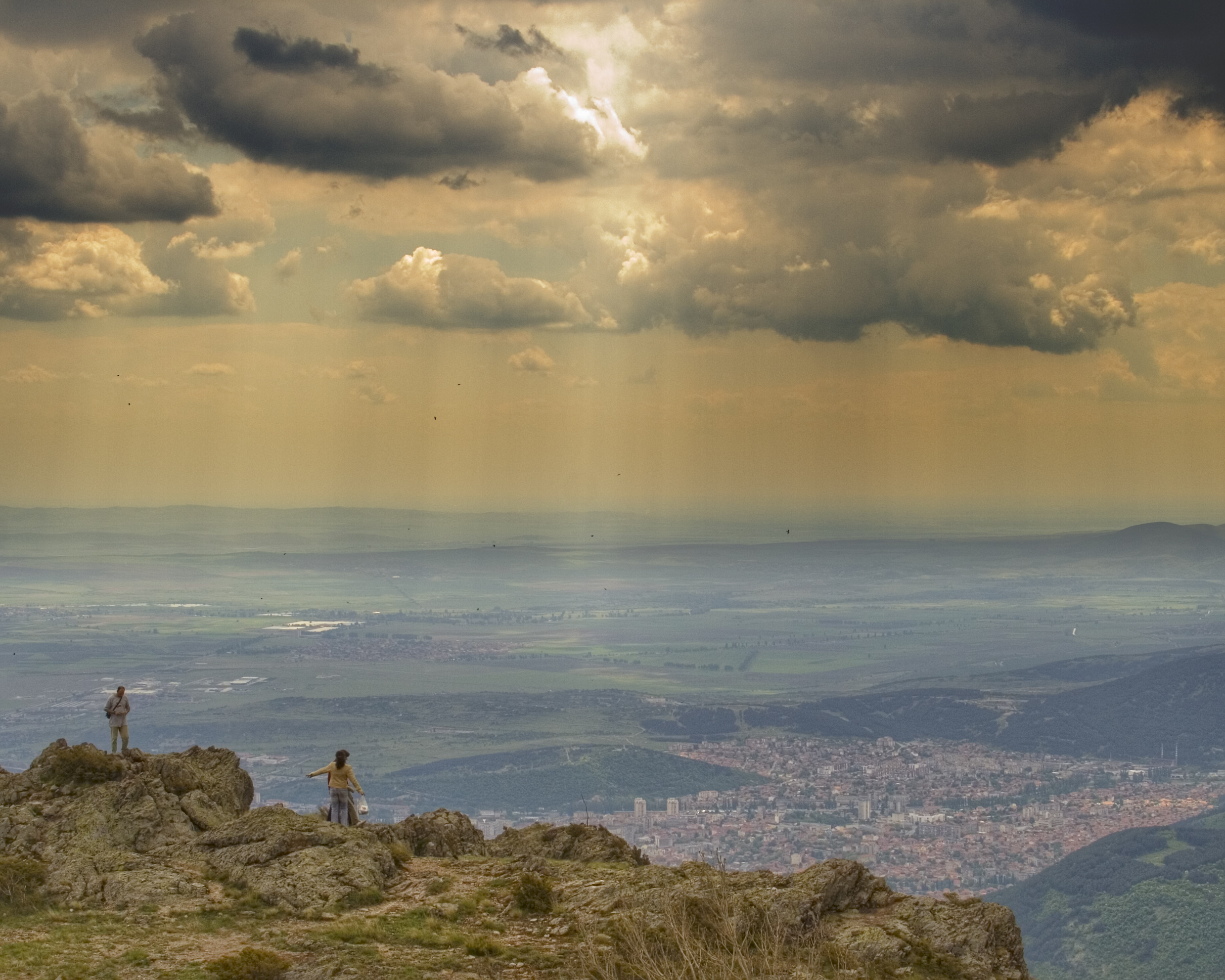
Kilátás a Felső-Trák-alföldre és Szliven városára

Bulgária földje változatos, felszínének kétharmada síkság és dombság, az alföldek 31%-ot, a fennsíkok és dombságok 41%-ot, a 600 és 1500 méter közötti hegyek 20%-ot, az 1500 méternél magasabb hegyek 3%-ot tesznek ki. Az átlagos tengerszint feletti magasság 470 méter.
A legmagasabb bolgár hegység a Rila, mely a Rila–Rodopei-masszívum része. Legmagasabb csúcsa a Muszala, 2925 méterrel. A Pirin-hegység legmagasabb csúcsa a Vihren, 2914 méterrel; ez Bulgária második legmagasabb hegye. A Rodope a Rila–Rodopei-masszívum keleti részét alkotja, átlagmagassága 785 méter. Legmagasabb csúcsa a Goljam Perelik, mely 2191 méter magas. Az országot kettéosztó Balkán-hegység az Eurázsiai-hegységrendszer részeként 555 kilométeren húzódik. További jelentősebb hegységek a Vitosa, mely Szófia mellett emelkedik; az Oszogovo–Belaszica-hegység a délnyugati vidékeken; a Balkán-hegységgel párhuzamos Szredna gora középhegység (Antibalkán); valamint a Szakar-hegység és a Sztrandzsa-hegység a Tundzsai-tájegységben.
Északon a lösszel borított, hullámos, Duna menti táblásvidék, a Bolgár-tábla húzódik. Északi része fontos a gabonatermelés szempontjából, itt jó minőségű feketeföld (csernozjom) található. A Szófiai-medencét hegyek veszik körbe. A Karlovói-medence híres a rózsakertjeiről, a Kazanlaki-medencével együtt a Rózsák Völgyének (Rozova dolina) is nevezik. További jelentősebb medencék a Tvardicai-medence, a Szliveni-medence, a Karnobati-medence és az Ajtoszi-medence. A legnagyobb területű alföld Bulgáriában a Felső-Trák-alföld mintegy 6032 km2-rel, a Marica folyó középső vidékén.
A Fekete-tenger bolgár partvidékének hossza 354 km. A dobrudzsai tengerpart mentén limánok helyezkednek el. Itt található az ország legkeletibb pontja, a Sabla-fok. A tengerparti látványosságok közül nevezetes a Kaliakra-fok vörös-fehér szikláival. A Batovától délre a part csipkézett, öblökkel és strandokkal tarkított. A híres Aranyhomok üdülőövezet is itt található.

### Vízrajz

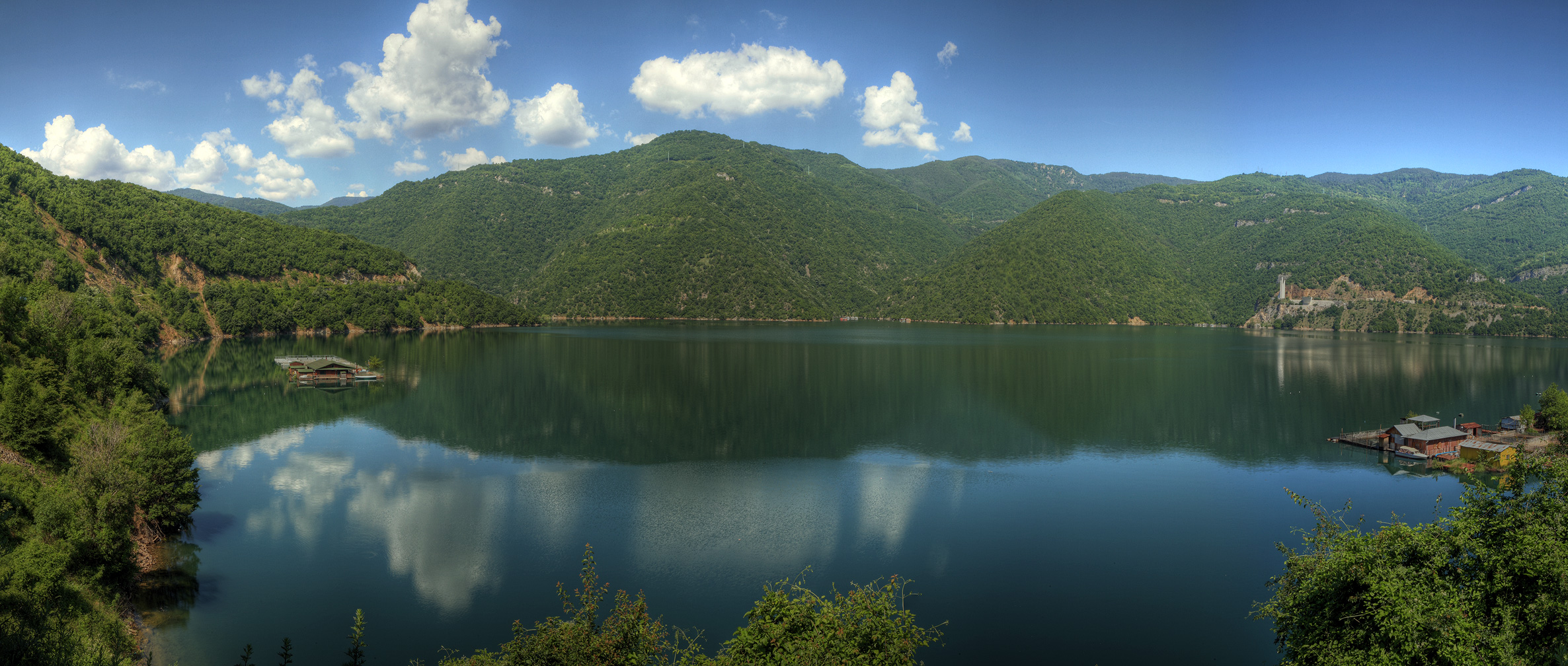
A Vacsa-víztározó a Rodope-hegységben

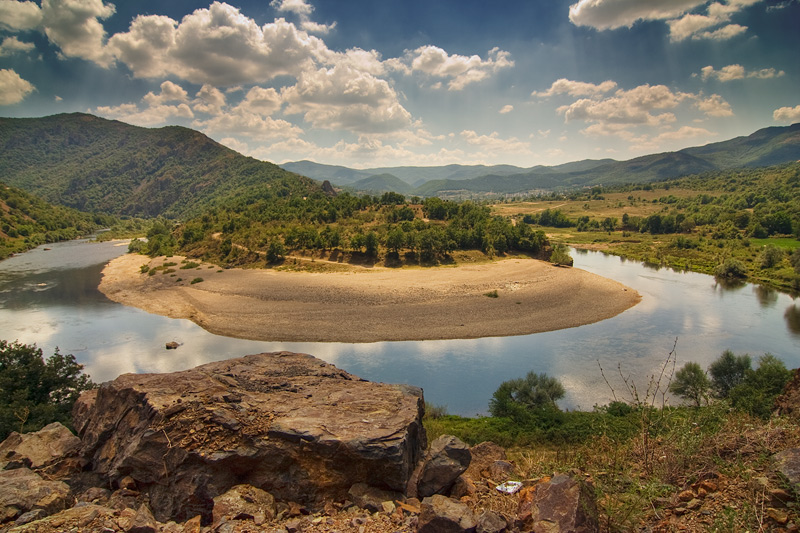
Az Arda a Kardzsali-víztározónál

Bulgáriában sok kisebb folyó van, számuk eléri az 540-et. A Duna kivételével rövidek és alacsony vízszintűek. A legtöbb folyó a hegyvidékeken található. Két nagy vízgyűjtő területre oszlik az ország a hegygerincek (jórészt a Balkán-hegység) mentén. A fekete-tengeri vízgyűjtő medence az ország területének 57%-át (a folyók 42%-át), az égei-tengeri a 43%-át (a folyók 58%-át) teszi ki. A leghosszabb bolgár folyó az Iszker; a leghosszabb, közvetlenül a Fekete-tengerbe ömlő folyó a Kamcsija (254 km). Az égei-tengeri vízgyűjtő terület legjelentősebb folyói a Marica, a Tundzsa, az Arda, a Sztruma és a Meszta.
Bulgáriában mintegy 400 természetes tó található. A fekete-tenger-parti limánok és lagúnák közül jelentősebbek a Durankulak-tó, a Sablai-tó, a Várnai-tó, a Beloszlavi-tó, a Pomoriei-tó, a Burgaszi-tó, az Atanaszovszko-tó és a Mandra-víztározó. A legnagyobb a Burgaszi-tó 27,6 km²-es területével, a legtöbb víz pedig a 19 méter mély Várnai-tóban található. A Rilában 170, a Pirinben 164 gleccsertó lelhető fel. A legnagyobb víztározók az Iszker, az Ogoszta, a Doszpati, a Bataki, a Kardzsali, az Ivajlovgradi, a Sztuden kladeneci, a Koprinka és a Ticsa.
Bulgária felszínalatti vizekben is gazdag, mintegy 225 ásványvízforrás fakad a délnyugati és középső vidékeken.

### Éghajlat
Bulgária éghajlata annak ellenére összetett, hogy az ország viszonylag kis területű. A mérsékelt övben található, jórészt kontinentális éghajlatú, a déli területei egy része pedig közelebb áll a mediterrán éghajlathoz. Bulgária éghajlatára nagy hatással van a Földközi-tenger és az Atlanti-óceán is, aminek következtében jobbára óceáni légtömegek érkeznek ide, tavasszal és ősszel sok csapadékot és szeles, hűvös időt okoznak. Az atlanti-óceáni és földközi-tengeri ciklonok nyugati és délnyugati irányból érkezve enyhébb teleket idézhetnek elő. A Fekete-tenger hatása csupán egy 30-40 kilométeres sávban érzékelhető, itt enyhe a tél, meleg és hosszú az ősz, a nyár száraz, a tavasz pedig hűvösebb. A fő éghajlatválasztó a Balkán-hegység, mely megállítja az északi hidegebb légáramlatokat és a déli meleg levegőt is. A csapadék átlagmennyisége Bulgáriában 670 mm. A síkságokon és a dombvidékeken 450–850 mm között változik a csapadék mennyisége, a hegyekben 850–1200 mm között. Északon májusban és júniusban esik a legtöbb eső, délen inkább a téli időszak csapadékosabb. Júniusban és augusztusban az ország nagy részén aszály alakul ki.

### Élővilág és természetvédelem

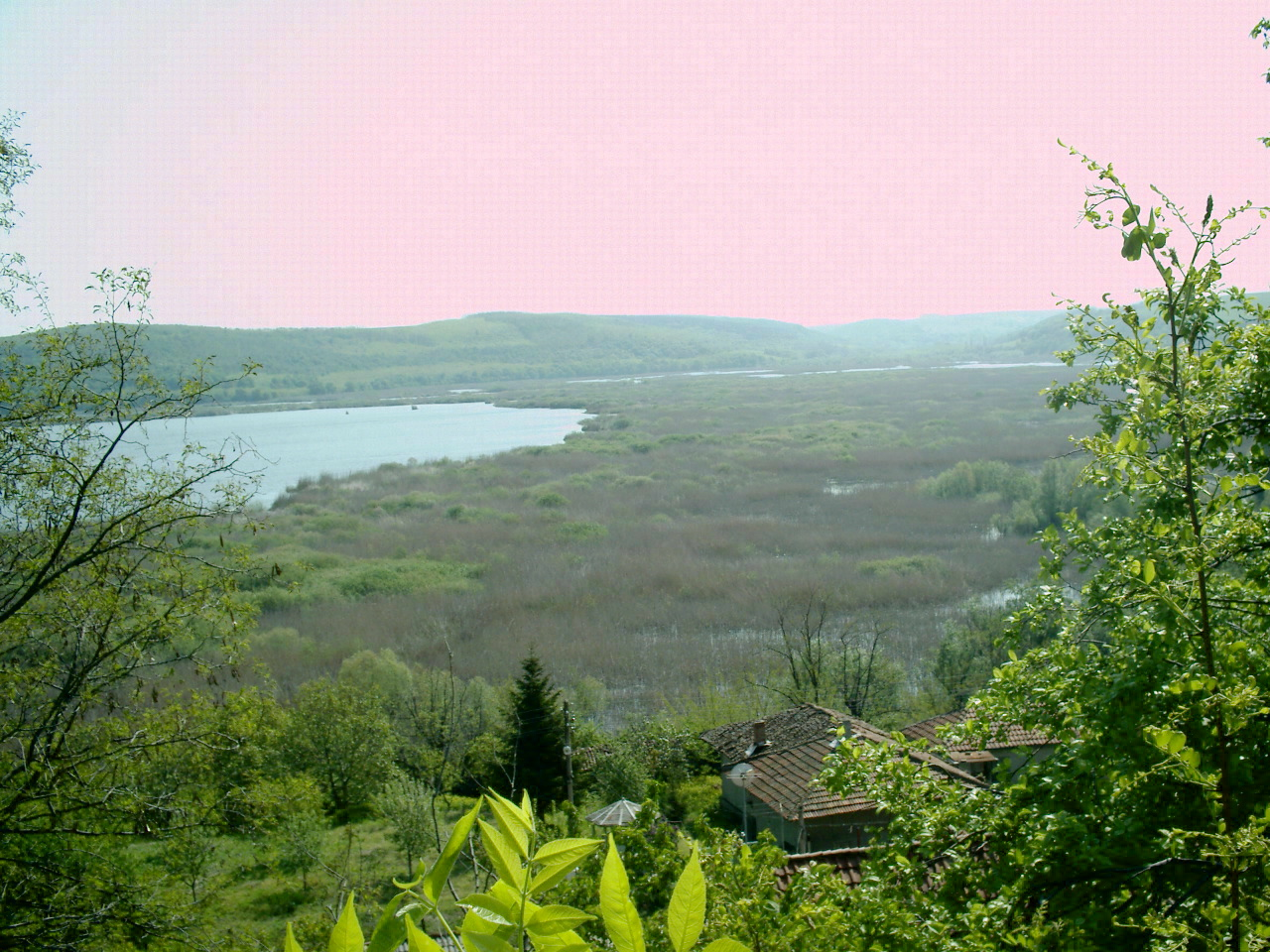
Szrebarna bioszféra-rezervátum

Bulgáriában jellemzően közép-európai fajok vannak jelen, bár a magasabb helyeken sarkvidéki és alpesi fajok is előfordulnak. Bulgária az egyik legváltozatosabb élővilággal rendelkező európai ország, mintegy 3900 növényfajjal, 210 halfajjal, 37 hüllőfajjal, 428 madárfajjal (ebből 252 fészekrakó), 95 emlősfajjal, 18 kétéltű fajjal. Ezek közül 1300 faj endemikus, ez a növényvilág 5%-át, a rovarfajok 4,3%-át, a nem rovar fajok 8,8%-át jelenti. Az endemikus fajok közül 65 sebezhető, 15 veszélyeztetett és 12 súlyosan veszélyeztetett.
Az országban 3 nemzeti és 11 natúrpark, 55 rezervátum és 35 kezelt természetvédelmi rezervátum (ezekből 16 bioszféra-rezervátum) található. A Pirin Nemzeti Park és a Szrebarna bioszféra-rezervátum szerepel az UNESCO világörökségi listáján.

## Történelem

### Őstörténet680-ig

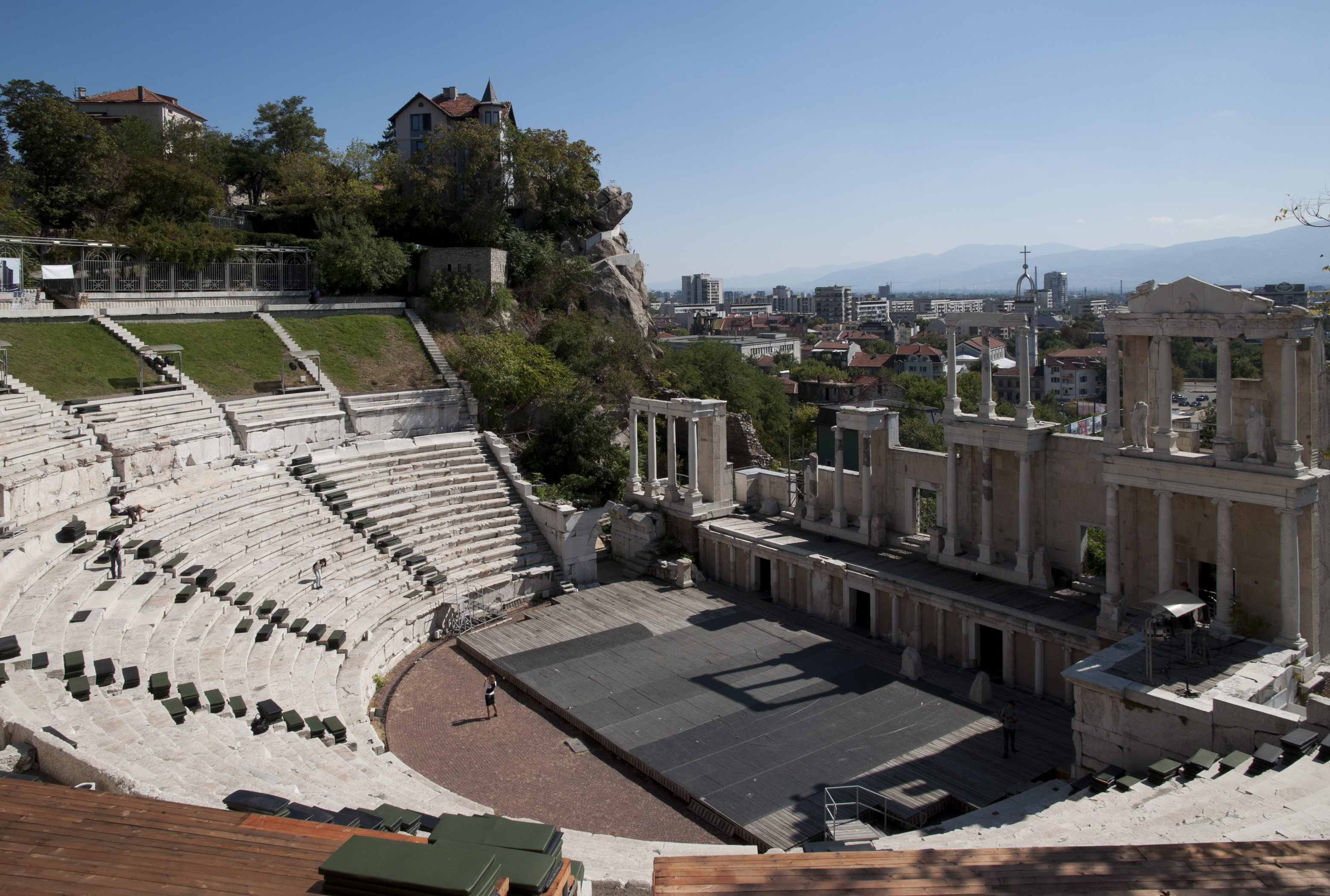
Plovdiv római kori színháza

A mai Bulgária területén jelentős korai kultúrák voltak. Kárpát-medencei kapcsolatai miatt említendő a vinča–tordosi kultúra. A később itt élő szkítákról a görög írásos feljegyzések szólnak, de emléküket művészi ötvöstárgyaik is megőrizték. Később a terület a Római, majd a Bizánci Birodalom része lett. A népvándorlás sem kerülte el Bulgáriát, a gótok és a hunok is megfordultak errefelé. Később szlávok érkeztek, de olyan nagy számban, hogy a továbbiakban ők képezték már döntően a népességet.

### Első bolgár állam 680 / 681-1018
A népvándorlás a hunok után is folytatódott. A török nyelvű onogur-bolgárok jöttek Aszparuh kán vezetésével, aki Attila leszármazottjának tudta magát. Elfoglalták Bizánctól a bolgár földeket. Államot szerveztek, amely néhány nemzedék alatt szláv nyelvű és keresztény lett. Ez az állam betagolódott a korabeli keresztény, feudális Európába. De az ismét megerősödő Bizánc széttörte.

### Bizánci uralom 1018–1185
Bizánc katonai győzelme ellenére kénytelen volt elismerni a tőle független önálló bolgár egyház létét és továbbra is létezett bolgár arisztokrácia. A 12. század második felében gyors hanyatlás következett be a birodalomban. Ez végül elvezetett ahhoz, hogy magát Bizánc városát is elfoglalták a nyugati keresztesek 1204-ben. De még ez előtt Bulgária függetlenné vált Bizánctól Iván Aszen felkelése nyomán.

### Második bolgár állam 1185–1396
Bulgária rövid időre ismét nagy és erős, kulturálisan is virágzó ország lett. De az összes szomszédjával folytatott állandó háború és a feudális anarchia felmorzsolta. Az Anatóliából érkező oszmán törökök fokozatosan elfoglalták, még az ősi ellenség, Bizánc végleges eleste előtt.

### Török uralom 1396–1878
Úgy tűnik, a bolgárok nagyon negatívan emlékeznek meg erről a közel ötszáz évről. Pedig nagy sikerük, hogy ilyen hosszú elnyomás ellenére is megőrizték nyelvüket, vallásukat és kultúrájukat. Ebben igen nagy szerepük volt a kolostoroknak, köztük az Athosz-hegy (ma Görögországban különleges jogállású terület) kolostorainak.

### Harmadik bolgár állam 1878-tól (Bolgár Cárság)
Az Oszmán Birodalom válsága sokáig tartott, de végül Bulgária függetlenségéhez vezetett. A függetlenséget orosz katonai segítséggel szerezték meg. A második világháború végéig nem szilárdultak meg Bulgária határai. A határviták sorozatos háborúkra vezettek a szomszédokkal és mindkét világháborúban a vesztes oldalra állították Bulgáriát. Így Bulgária északkeleti csücske egy ideig Romániához tartozott. A román királyok akkori nyaralója Balcsik városában található, a Fekete-tenger partján.
A II. világháború után a szovjet tömbbe tartozott. Rendszerváltás a többi hasonló országgal egy időben, 1990-ben volt. Utána itt is gazdasági összeomlás jött. A kilábalás későn kezdődött és lassan halad, de mára Bulgária az Európai Unió, a NATO és a Schengeni övezet tagja, valamint 2026-tól az eurózóna tagja lesz.

### Uralkodók
- Bulgária uralkodóinak listája

## Politika és közigazgatás

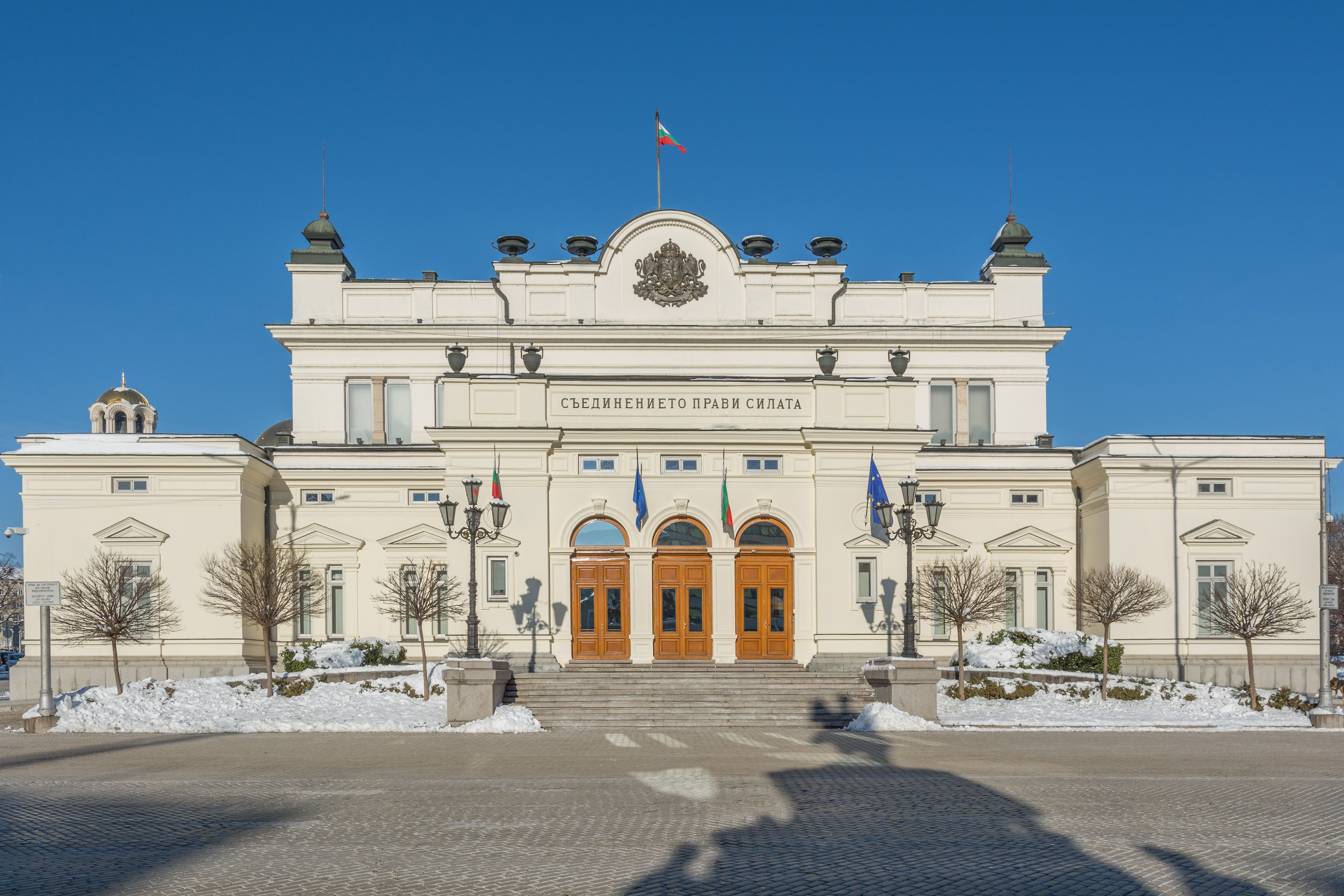
A parlament épülete, Szófia

Bulgária parlamentáris, képviseleti demokrácia, államformája köztársaság. A politikai rendszert a törvényhozó, végrehajtó és bírói ágak alkotják, választójoggal a 18 év fölöttiek rendelkeznek. A választásokat a Központi Választási Bizottság felügyeli, melyben minden jelentősebb politikai párt képviselteti magát. A pártoknak itt kell regisztráltatniuk magukat a választások előtt. A parlamenti küszöb a szavazatok 4%-a. A miniszterelnök-jelölt általában a legtöbb szavazatot kapó párt vezetője.

### Törvényhozás

Bolgár parlament összetétele 2017-től

Az egykamarás Nemzetgyűlés (teljes nevén: Egyszerű Nemzetgyűlés) az egyetlen törvényhozó szerv. 240 képviselőből áll, akiket négyévente választanak meg egyfordulós, általános, titkos választásokon, kizárólag területi listás rendszerben. A Nemzetgyűlés megalkotja a törvényeket, valamint határozatokat és felhívásokat fogad el. Kitűzi a köztársasági elnöki választásokat, országos népszavazást rendel el, megválasztja és felmenti a kormányfőt, valamint annak javaslatára a minisztereket, megválasztja a Bolgár Nemzeti Bank elnökét, általános amnesztiát hirdet, ratifikálja a nemzetközi szerződéseket. A köztársasági elnököt és az alelnököt közvetlenül a nép választja meg, 5 évenként. Az elnöknek joga van visszaküldeni egy törvényjavaslatot további megvitatásra, a parlament azonban többségi szavazásal felülbírálhatja a vétót.
Az Egyszerű Nemzetgyűlés intézményén kívül létezik a Nagy Nemzetgyűlés intézménye is, ezt különleges esetekben lehet előhívni, például új alkotmány elfogadása céljából, az alkotmány egyes részeinek megváltoztatásához vagy az államforma megváltoztatása esetében. Az első Nagy Nemzetgyűlés 1879-ben volt, ezt követően még hatszor hívták össze (1886–1887, 1893, 1911, 1946–1949, 1990–1991). A bolgár közjogi hagyomány – a magyarral ellentétben – az egyes parlamenteket sorszámmal jelöli.

### Kormány

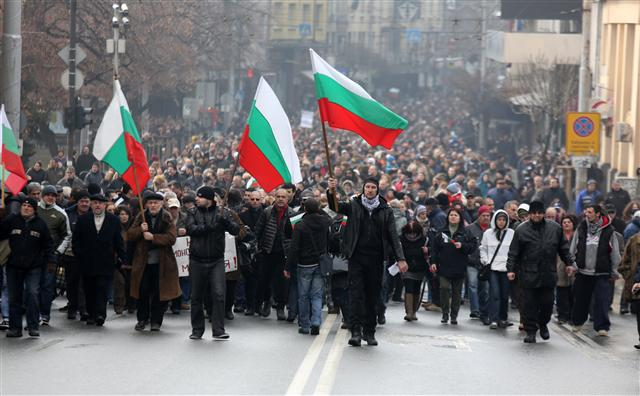
2013-as tüntetések Bojko Boriszov kormánya ellen

A kormány vezetőjét, a miniszterelnököt a parlament választja meg a köztársasági elnök jelölése alapján. A legnagyobb végrehajtói hatalmi pozícióval rendelkezik. A megválasztott miniszterelnök javaslatot tesz a kormány struktúrájára és személyi állományára, amit a parlament szavaz meg. Jellemzően az új miniszterelnök megválasztása és a kormány struktúrájára és személyi állományára vonatkozó javaslatának megszavazása egymás után történik. A miniszterhelyetteseket a miniszterelnök nevezi ki. A miniszterelnök mandátuma lejár az aktuális parlament mandátumával együtt. A kormányfő lemondása, vagy sikeres bizalmatlansági szavazás esetén a teljes kormány mandátuma megszűnik.
2013. február 20-án Bojko Boriszov kormánya lemondott, miután országszerte tüntettek az alacsony életszínvonal, a magas közműköltségek és a demokratikus rendszer kudarca miatt. A májusi választások után a szocialista Plamen Oresarszki alakíthatott kormányt. Újabb tüntetéseket követően 2014 júliusában Oresarszki kormánya is lemondott. Ezt követően átmeneti kormány alakult Georgi Bliznaski vezetésével, A 2014. október 5-én tartott új választások a GERB győzelmével zárultak, és Bulgária modern demokratikus történelmében először nyolc párt jutott be a parlamentbe. Bojko Boriszov két másik párttal alakított koalíciót.
2016 novemberében lemondott, miután nem pártja jelöltje lett az államfő, így az ország élére ideiglenes miniszterelnök került Ognyan Gerdzsikov személyében. 2017 márciusában előrehozott választást tartottak az országban és ennek nyomán Boriszov ismét kormányt alakíthatott.

### Állam- és kormányfők
- Bulgária köztársasági elnökeinek listája
- Bulgária miniszterelnökeinek listája

### Igazságszolgáltatás
Bulgária tipikus európai jogrendszerrel rendelkezik. A bíróságokat az Igazságügyi Minisztérium felügyeli. A legfelsőbb bíróságok a legfelsőbb közigazgatási bíróság és a legfelsőbb semmítőszék. A bírókat a Legfelsőbb Igazságszolgáltatási Tanács nevezi ki. Bulgária igazságszolgáltatási rendszere Európa egyik legkorruptabb és legkevésbé hatékony rendszerei közé tartozik.
A bűnüldöző szervek a Belügyminisztérium hatáskörébe tartoznak. 2010-ben 27 000 rendőr volt Bulgáriában. A Belügyminisztérium felügyeli a határőrséget és a csendőrséget is. A hírszerzés és a nemzetbiztonság az Állami Nemzetbiztonsági Ügynökség feladata, melyet 2008-ban hoztak létre.

### Közigazgatási beosztás
Bulgária unitárius állam. Az 1880-as évek óta a közigazgatási egységek száma a hét és 26 között váltakozott. 1987 és 1999 között kilenc megyére (oblaszt) osztották az országot. 1999 óta 27 megye, egy fővárosi megye (Szófia fővárosi megye) és 264 kistérség (obstina) alkotja.
| 1. Blagoevgrad megye, székhelye Blagoevgrad 2. Burgasz megye, székhelye Burgasz 3. Dobrics megye, székhelye Dobrics 4. Gabrovo megye, székhelye Gabrovo 5. Haszkovo megye, székhelye Haszkovo 6. Kardzsali megye, székhelye Kardzsali 7. Kjusztendil megye, székhelye Kjusztendil 8. Lovecs megye, székhelye Lovecs 9. Montana megye, székhelye Montana 10. Pazardzsik megye, székhelye Pazardzsik 11. Pernik megye, székhelye Pernik 12. Pleven megye, székhelye Pleven 13. Plovdiv megye, székhelye Plovdiv 14. Razgrad megye, székhelye Razgrad 15. Rusze megye, székhelye Rusze 16. Sumen megye, székhelye Sumen 17. Szilisztra megye, székhelye Szilisztra 18. Szliven megye, székhelye Szliven 19. Szmoljan megye, székhelye Szmoljan 20. Szófia megye, székhelye Szófia 21. Sztara Zagora megye, székhelye Sztara Zagora 22. Targoviste megye, székhelye Targoviste 23. Várna megye, székhelye Várna 24. Veliko Tarnovo megye, székhelye Veliko Tarnovo 25. Vidin megye, székhelye Vidin 26. Vraca megye, székhelye Vraca 27. Jambol megye, székhelye Jambol |

     Szófia fővárosi megye (Oblaszt Szofia-grad) (nem tévesztendő össze Szófia megyével).

### Védelmi rendszer

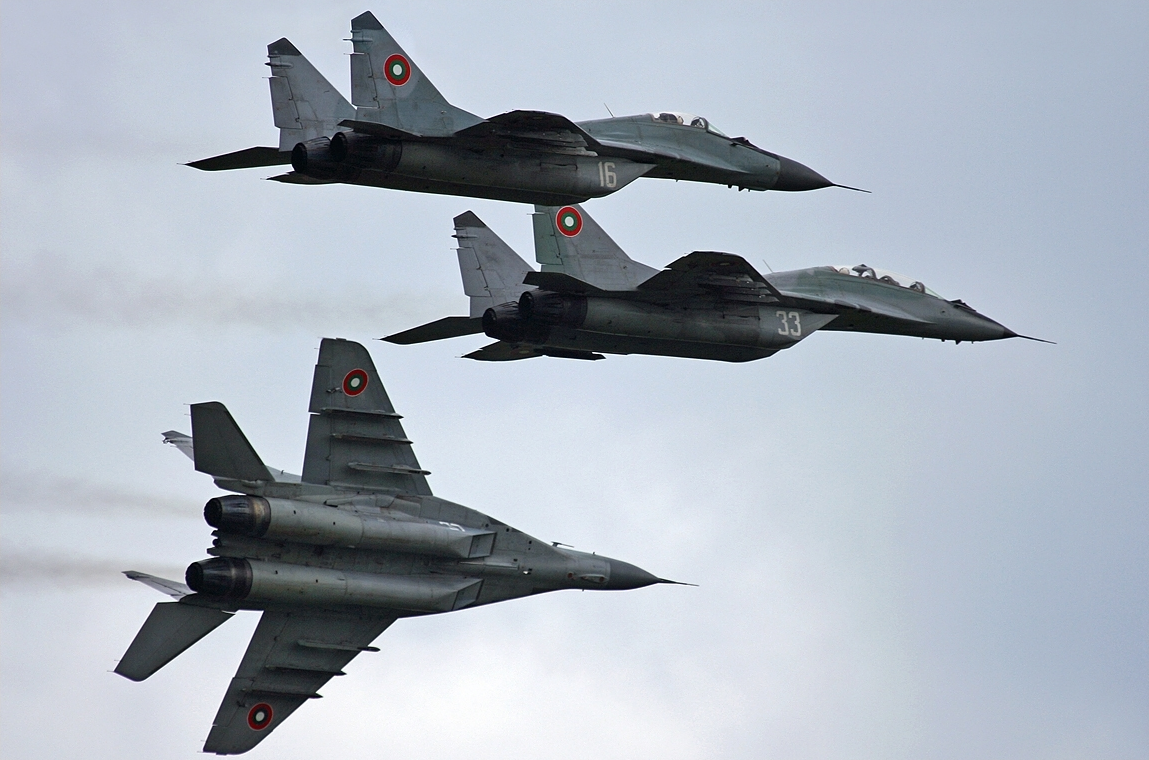
A bolgár légierő MiG–29-es gépei

Bulgária védelmét az önkéntes hadsereg látja el, melyet a szárazföldi alakulatok, a haditengerészet és a légierő alkot. A szárazföldi hadsereg két gépesített dandárból és nyolc független ezredből és zászlóaljból áll. A légierőnek hat légitámaszpontja van, 106 repülőgéppel. A NATO-csatlakozás előtt a haditengerészet felszereltsége erőteljesen leromlott állapotú volt, jobbára régi szovjet hajókkal rendelkezett. Később használt nyugati hadihajókat szereztek be, a nagyon régi két tengeralattjárójukat pedig leselejtezték. 1990-től többször is csökkentették az aktív állomány létszámát; ez 1988-ban még 152 000 fő volt, ami a 2000-es évekre 32 000 főre csökkent. A tartalékosok száma 302 500 fő. A légierő főképp MiG–29-es gépekkel, SZ–300-as légvédelmi rakétarendszerrel és SS-21 Scarab típusú ballisztikus rakétákkal rendelkezik. 2020-ra a kormány 1,4 milliárd dollárt kíván költeni új harci repülőgépekre, kommunikációs rendszerekre és a kiberhadviselés fejlesztésére. 2009-ben mintegy 819 millió dollárt költöttek a hadseregre.
2001-ben Bulgária hat KC–135 Stratotanker repülőgép és 200 fős személyzet állomásozását tette lehetővé a felségterületén az afgán háború idején. Ez volt az első alkalom a második világháború óta, hogy külföldi haderő állomásozott az országban. 2006 áprilisában Bulgária és az Amerikai Egyesült Államok aláírt egy védelmi egyezményt, mely két légitámaszpontot, egy logisztikai központot és két katonai kiképzőterületet közös katonai kiképzőterületté nyilvánított. Ugyanebben az évben a Foriegn Policy magazin a bezmeri légitámaszpontot az amerikai légierő hat legfontosabb külföldi állomáshelye közé sorolta, a Közel-Kelethez való közelsége folytán. A NATO tagjaként a bolgár hadsereg külföldön is állomásoztat katonákat, legnagyobb létszámban Afganisztánban az ISAF részeként (383 fő).

### Külpolitika
Bulgária 1955-ben lett az ENSZ tagja, 1966 óta háromszor volt ideiglenes tagja a Biztonsági Tanácsnak, legutóbb 2002–2003 között. Az ország az Európai Biztonsági és Együttműködési Szervezet alapító tagjai között volt 1975-ben. 2004. március 29-e óta tagja a NATO-nak, 2007. január 1-je óta pedig az Európai Uniónak, az első uniós választásokat májusban tartották. Egy 2014-ben végzett felmérés szerint a bolgárok 15%-a gondolja úgy, hogy személyesen profitált az unióhoz való csatlakozással, a lakosság 38%-a pedig úgy nyilatkozott, hogy nem fog szavazni a 2014-es európai uniós választásokon. Az euro-atlanti integráció az ország prioritásai közé tartozott a kommunizmus bukása óta, bár a kommunista vezetés céljai között is szerepelt az Európai Közösségekhez való csatlakozás 1987-ig.
Bulgária 1990 óta általánosságban véve jó viszonyt ápol a szomszédaival. Fekvése stratégiailag is fontossá teszi az országot, például az Egyesült Államok számára, valamint a régió energiaellátási szempontjából is jelentős szerepet játszik. Az ország háromoldalú gazdasági és diplomáciai együttműködési megállapodással rendelkezik Romániával és Görögországgal, szoros kapcsolatot ápol az európai uniós országokkal, az Egyesült Államokkal és Oroszországgal, és jobb kapcsolatokat igyekszik kiépíteni Kínával és Vietnámmal.

## Emberi jogok
Bár Bulgária az EU tagja, de az emberi jogok betartása tekintetében messze nem tökéletes. A legsúlyosabb aggályok közé tartoznak a börtönök túlzsúfoltsága és a bennük uralkodó rettenetes állapotok, a rendőri túlkapások, nemzetiségi és vallási megkülönböztetés, valamint a romakérdés. Az Emberi Jogok Európai Bírósága gyakran hoz Bulgáriával kapcsolatban olyan megállapításokat, miszerint az ország rendszeresen megsérti a nemzetközi egyezményeket.
Bulgáriában nem megfelelő a fogyatékkal élők kezelése és a velük való bánásmód, sőt a gyermekek jogairól szóló jogszabályok valószínűleg nemzetközi egyezményeket is sértenek.
Az országban kislétszámú macedón közösség is él, de identitásuk kinyilvánításának szabadságát sokszor nem teszik lehetővé, a társadalom pedig azt egyenesen elnyomja. A macedón nyelvet nyelvészek is a bolgár nyelv változatának/nyelvjárásának tartják, míg a macedón identitás a bolgárok szerint csak a jugoszláv politikai akaratnak megfelelően született a bolgár nép megosztására. Az Európai Bíróság ugyanakkor megállapította, hogy a bolgár szervek jogellenesen akadályozták meg alkotmányellenességre hivatkozva macedón politikai pártok bejegyzését Bulgáriában, míg mondjuk más etnikai pártokét (pl. romákét) engedélyezték, ezzel pedig a gyülekezési és egyesülési szabadsághoz való jogot sértették meg.
A bulgáriai romák helyzete Európában az egyik legrosszabb. A társadalom és a hatóság részéről gyakoriak az inzultusok (romák által elkövetett bűncselekményeknél a rendőrség sokkal keményebben lép fel), utóbbiaknál gyakoriak az indokolatlan letartóztatások is. Rengeteg roma gyerek nem jár iskolába, sőt nem is beszélnek bolgárul. A roma tanulók ráadásul hatalmas hátrányban voltak a Covid-járvány idején, mivel az otthontanuláshoz nem volt számukra internethozzáférés szüleik otthonában, amelyek nyomortelepeken fekszenek.
Bulgáriában a kommunizmus bukása óta virágzik az emberkereskedelem, illetve az illegális prostitúció (melyek esetében a nőket legtöbbször kényszerítik ilyen munka vállalására). A bolgár kormány bár elkötelezett az emberkereskedelem elleni küzdelemben, csakhogy vélemények szerint nem dolgozott ki hatékony intézkedéseket a bűnüldözés és az áldozatvédelem terén.
Az alkotmány rendelkezik a vallásszabadságról, de pl. a helyi önkormányzatok szintjén nem ritka a vallási alapú megkülönböztetés, sőt a médiában is diszkriminálják azokat, akik nem ortodoxok, amely Bulgária elsődleges vallásának számít.

## Népesség

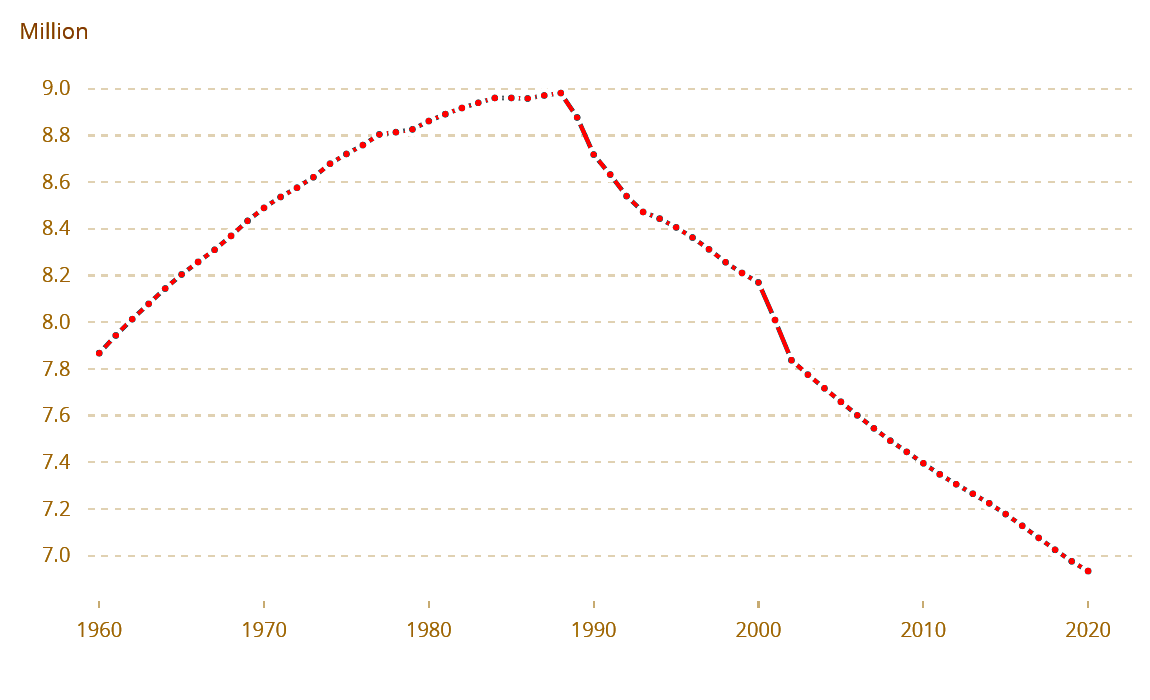
Az ország népességének változása 1961 és 2010 között

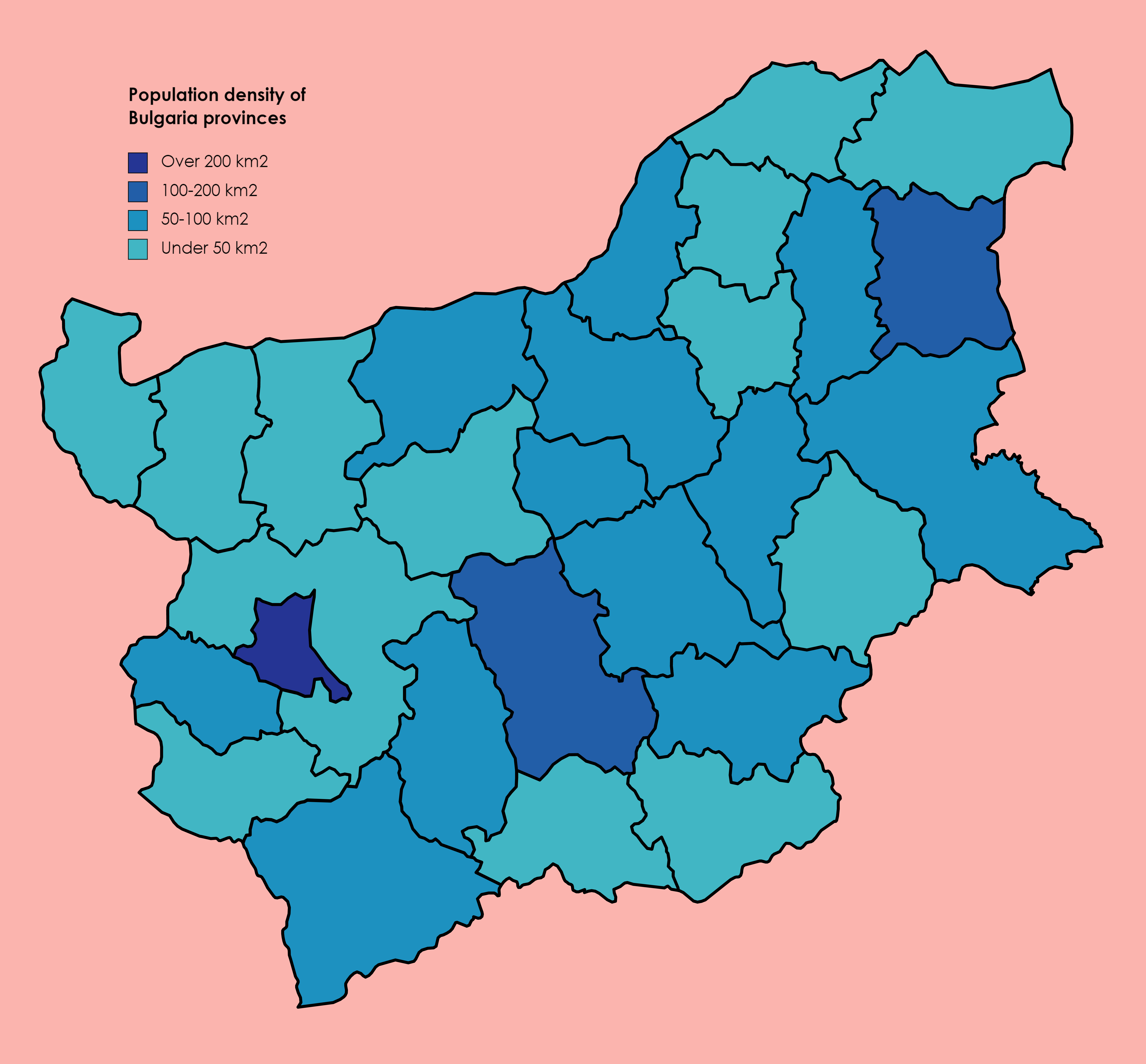
Bulgária népsűrűsége 2011-ben

Bulgária népessége 2021 őszén 6 520 000 fő volt.
A 2010-es évek elején a lakosság mintegy 73%-a városokban lakik, a népesség egyhatoda él a fővárosban. Etnikai megoszlás szerint a legnagyobb népcsoportot a bolgárok alkotják (84,8%), a legnagyobb létszámú kisebbségek a törökök (8,8%) és a cigányok (4,9%), rajtuk kívül pedig mintegy 40 kisebb nép él az országban.
Bulgáriában demográfiai krízishelyzet van, az 1990-es évek óta csökken a lakosság száma, ekkor kezdődtek a kivándorlások. 2005-ig kivándoroltak számát 937 000 és 1,2 millió fő közé teszik, többségük fiatal. A teljes termékenységi arányszámot 2015-ben 1,45-re becsülték. 2012-es adatok szerint a háztartások harmadában egy fő él, a családok 75,5%-ában nincs 16 év alatti gyerek. A lakosság növekedési rátája és a születések száma is a legalacsonyabbak között van a világon, míg a halálozási ráta az egyik legmagasabb, 2015-ben csak Ukrajnában és Lesothóban volt magasabb. 2012-ben a születések 57%-a házasságon kívüli volt, ez Európában az ötödik legmagasabb arány.
Az írástudás 2003-ban 98,6% volt, 2015-ben 98,4%, és folyamatosan csökkenő tendenciát mutat. A munkanélküliségi ráta 2014-ben 11,4% volt, 2015-ben 9,1%.

### Népességváltozás
| Lakosok száma | 7 867 374 | 8 310 226 | 8 678 745 | 8 861 535 | 8 971 359 | 8 443 591 | 8 020 282 | 7 545 338 | 7 127 822 | 6 437 360 |
|               | 1960      | 1967      | 1974      | 1980      | 1987      | 1994      | 2001      | 2007      | 2016      | 2024      |

### Nyelv
| Nyelvi megoszlás                  | Nyelvi megoszlás | Nyelvi megoszlás | Nyelvi megoszlás | Nyelvi megoszlás |
| --------------------------------- | ---------------- | ---------------- | ---------------- | ---------------- |
| Nyelv                             |                  |                  |                  | %                |
| bolgár                            | bolgár           |                  | 84,5%            | 84,5%            |
| török                             | török            |                  | 9,6%             | 9,6%             |
| cigány                            | cigány           |                  | 4,1%             | 4,1%             |
| egyéb                             | egyéb            |                  | 0,9%             | 0,9%             |
| nem nyilatkozik                   | nem nyilatkozik  |                  | 0,9%             | 0,9%             |
| A 2001. évi népszámlálás szerint. |                  |                  |                  |                  |

A hivatalos nyelv a bolgár, melyet a lakosság 84,5%-a vall anyanyelvének. A lakosság 9,6%-a a törököt, 4,1%-a pedig a cigányt beszéli. A bolgár ábécé a cirill ábécén alapszik.

### Vallás

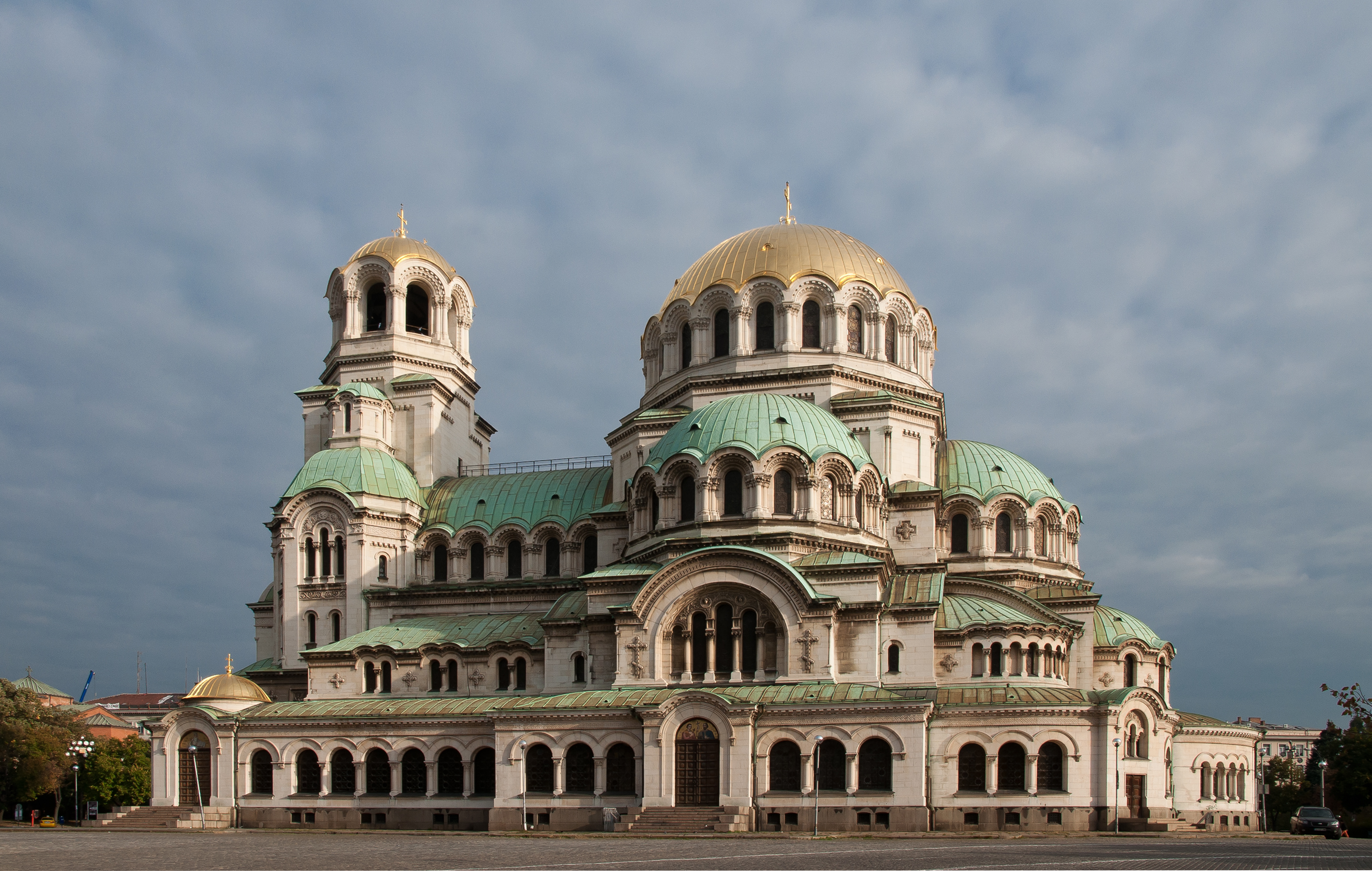
Az Alekszandr Nyevszkij-székesegyház Szófiában, az egyik legnagyobb ortodox székesegyház Európában

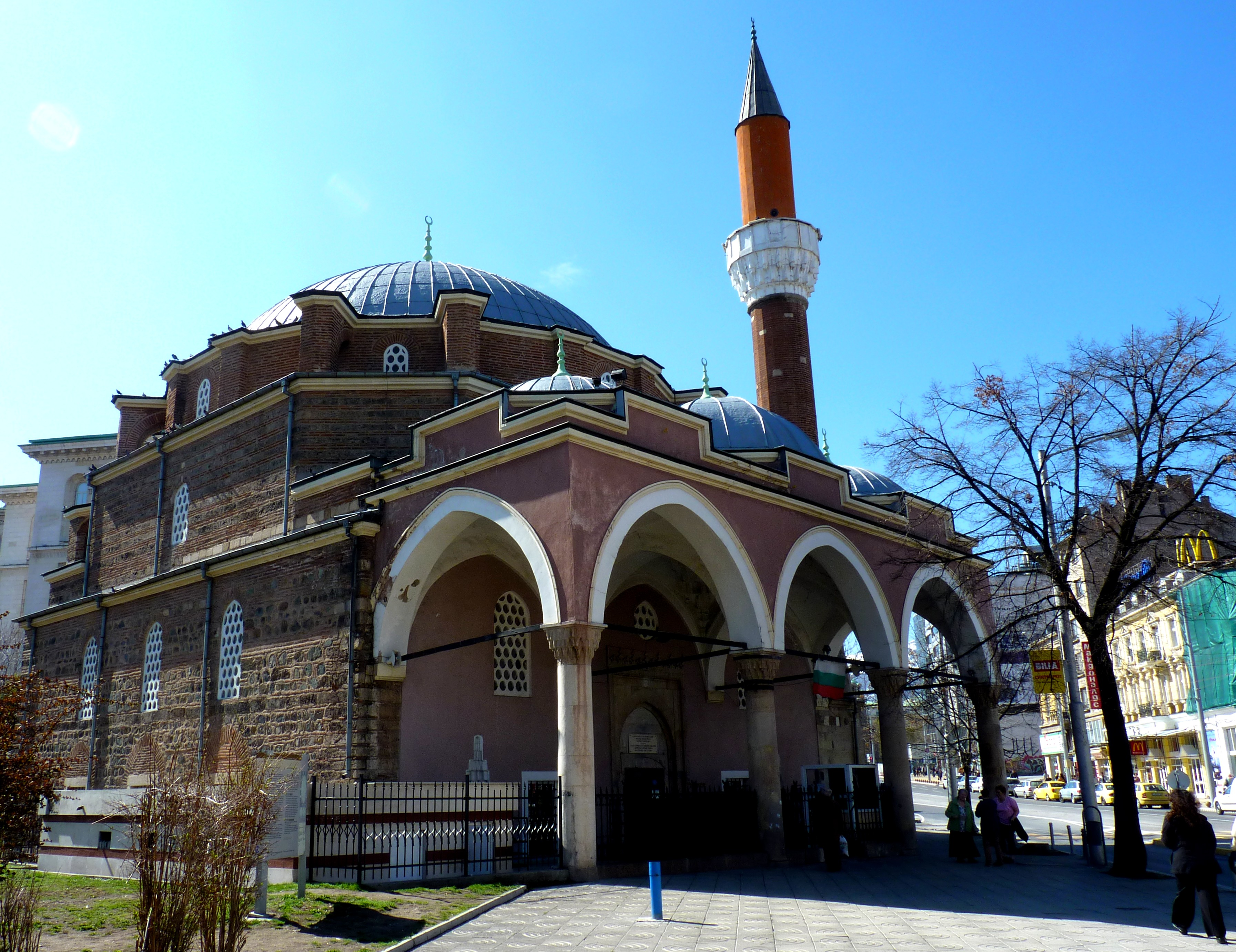
A Banja Basi mecset, Szófia

A bolgár alkotmány kimondja, hogy az ország szekuláris állam, szabad vallásgyakorlással, azonban az ortodox kereszténységet az ország „hagyományos vallásának” nevezi. A bolgár ortodox egyház 927-től autokefál, 12 egyházmegye tartozik hozzá, mintegy 2000 pappal. 2011-ben a lakosság csaknem 60%-a tartozott az egyházhoz. A népesség 7,8%-a szunnita, többségük azonban nem tartja szigorúan a vallását. A lakosság kevesebb mint 3%-a tartozik más vallásokhoz, 9,3% nem vallásos, 21,8% pedig nem nyilatkozott.
| Vallás          | Népesség  | Nyilatkozók % | Teljes népesség % |
| --------------- | --------- | ------------- | ----------------- |
| ortodox         | 4 374 135 | 76,0%         | 59,4%             |
| nem nyilatkozik | 1 606 269 | -             | 21,8%             |
| nem vallásos    | 682 162   | 11,8%         | 9,3%              |
| muszlim         | 577 139   | 10,0%         | 7,8%              |
| protestáns      | 64 476    | 1,1%          | 0,9%              |
| római katolikus | 48 945    | 0,8%          | 0,7%              |
| miafizita       | 1715      | 0,0%          | 0,0%              |
| zsidó           | 706       | 0,0%          | 0,0%              |
| egyéb           | 9023      | 0,2%          | 0,1%              |
|                 | -         | 5 758 301     | 7 364 570         |
| Forrás: NSI     |           |               |                   |

### Szociális rendszer

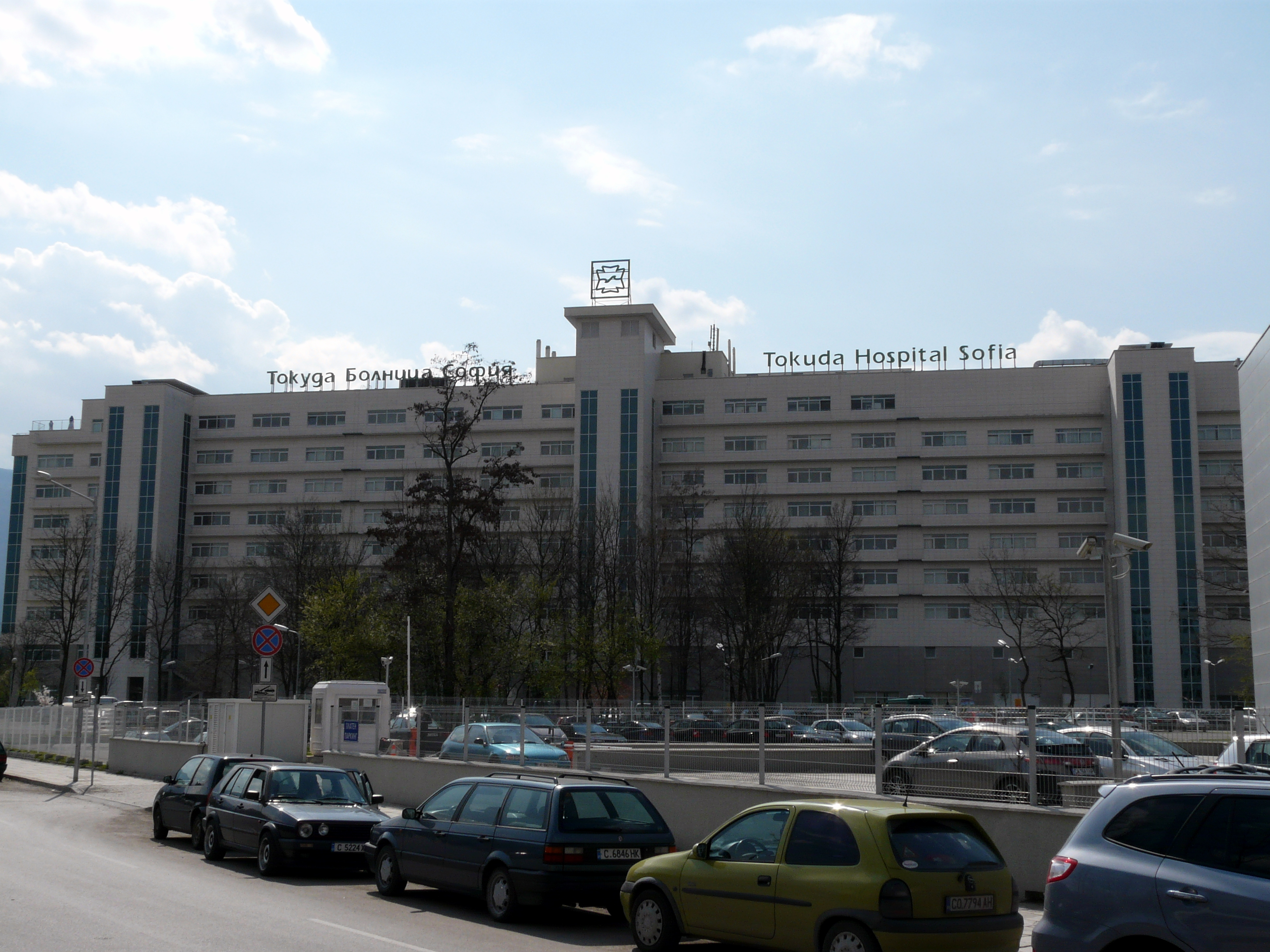
A Tokuda Kórház, magánkórház Szófiában

Bulgáriában az egészségügyi rendszer állami- és magánfinanszírozású. Az állami egészségbiztosítási alapba kötelező befizetés mellett magán egészségbiztosítók is működnek. Az állami biztosító fedezi alapellátást, mely jár minden olyan bolgár állampolgárnak, aki fizeti a biztosítást. Ez gyakorlatban a foglalkoztatott állampolgárokat jelenti, a munkanélküliek többsége nem tudja fizetni az állami biztosító felé a hozzájárulást. 2011-ben a lakosság 23%-ának nem volt biztosítása. Ezen kívül az alapellátás igénybe vételéért díjat kell fizetni, minden alkalommal, amikor a beteg orvoshoz látogat (ez szolgáltatástól függően a minimálbér 1-2%-a). Ez alól kivételt képeznek a gyerekek, az állapotos nők, a munkanélküliek, a krónikus betegek és a hátrányos helyzetűek. A gyógyszerek egy részét teljesen, más részét részben fedezi a biztosítás. 2013-ban az egészségügyi kiadásokra a GDP 4,1%-át szánták. Az orvosok száma meghaladja az EU-átlagot, 100 000 főre jut 181 orvos, a szakirány szerinti eloszlás azonban nem egyenletes, egyes specialistából nincs elég, kevés az ápoló is és az egészségügyi ellátás minősége alacsony. A falvakban élők egy része nem tud háziorvoshoz jutni. Felmérések szerint a lakosság 95%-a nem bízik az egészségügyi rendszerben. Egyes szakellátások hiánya miatt a betegek egy része külföldön, szomszédos országokban vesz igénybe szolgáltatást. 2015-ben a várható legmagasabb átlagéletkor 74,39 volt, amellyel Bulgária 120. a világon. A legfőbb halálozási okok a legtöbb európai országéhoz hasonlóan a szív- és érrendszeri betegségek, a neoplasia és légzőszervi betegségek.

## Gazdaság

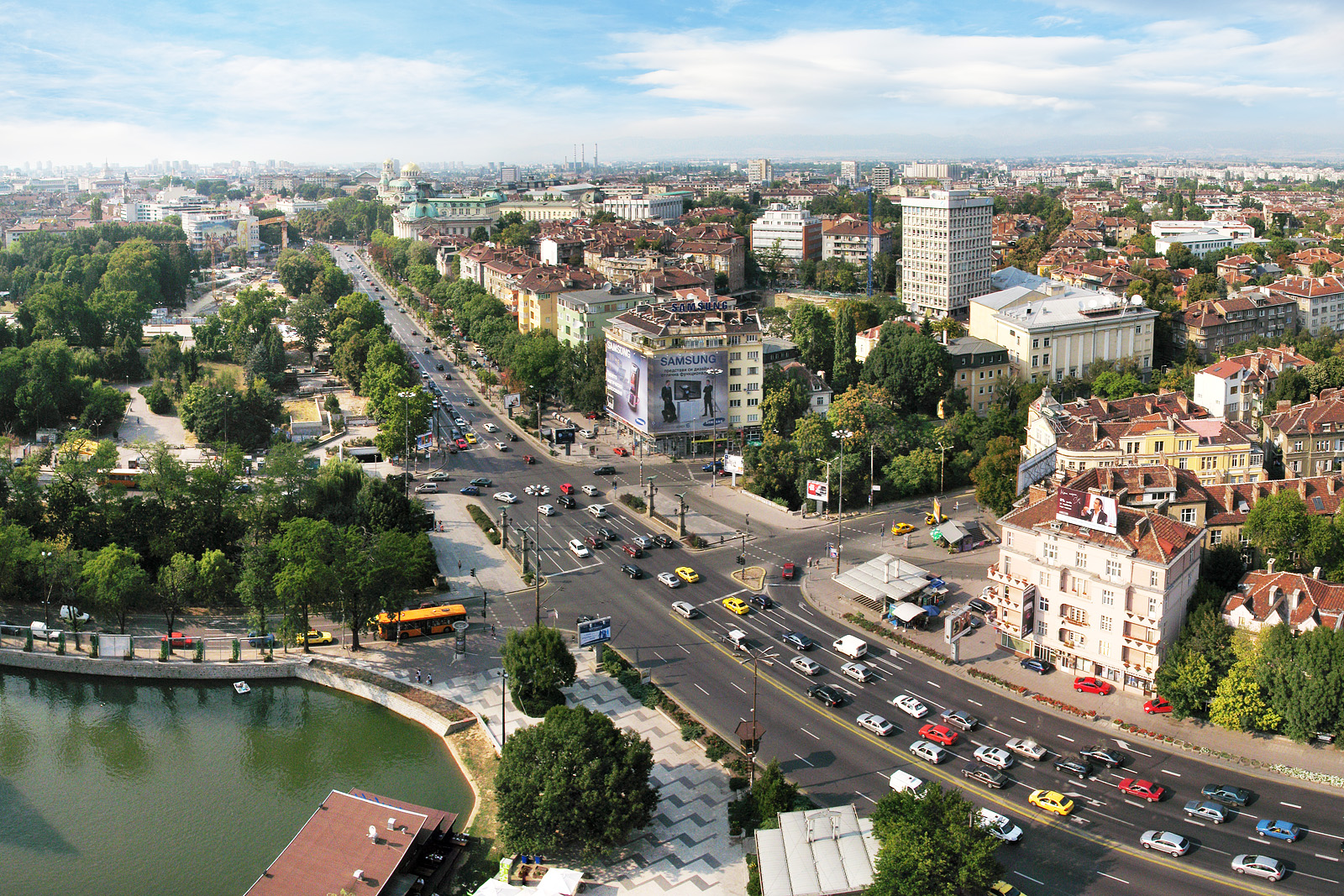
Szófia, az ország fővárosa és gazdasági központja

Bulgária gazdasága a szabadpiac elvei szerint működik, nagyobb magánszektorral és kisebb állami szektorral. Bulgária iparosodott, közepesen magas jövedelmű, fejlődő ország a Világbank besorolása szerint, lassan növekvő gazdasággal. 2015-ben a nominális GDP 57,6 milliárd dollár volt, a vásárlóerő-paritás pedig 128,1 milliárd dollár. A külföldi közvetlentőke-befektetés (FDI) 2015-ben mintegy 20%-kal volt magasabb az előző évinél. Bulgária fizetőeszköze a leva, melyet az euróhoz rögzítenek (1 euró = 1,95583 leva). 2020 júliusában Bulgária csatlakozott az európai árfolyam-mechanizmushoz, így két éven belül bevezetheti az eurót.
Bulgária fő gabonaterményei a búza, a kukorica és az árpa, ezen kívül jelentős a cukorrépa, a napraforgó és a dohány. Az exportra termelt zöldségfélék közül a paradicsom, az uborka és a paprika emelkedik ki. A gyümölcsök közül almából és szőlőből termelnek legtöbbet, de a kommunizmus vége óta egyre csökkenő mennyiségekben; ugyanakkor a bor exportja jelentősen nőtt. Állattartás szempontjából a szarvasmarha, a juh, a házi sertés, a szárnyasok és a bölény a jelentős. A tejtermékek közül kiemelkedő a joghurt és a kecskesajt készítése.
Az ipar 2011-ben a GDP 31,2%-át tette ki, 2015-ben a 27,3%-át. A Szovjetunió összeomlását követően a bolgár ipar elvesztette legnagyobb piacait, így az 1990-es években krízisekkel küzdött. A 2000-es évektől lassú növekedés volt tapasztalható. A fontosabb ágazatok közé tartozik az energiaipar, a gépipar, a bányászat, a fémipar és az élelmiszeripar. A legfőbb exporttermékek közé tartoznak a ruházati cikkek, a vas és acél, nehézgépek és a különféle üzemanyagok. A szolgáltatóipar a 2000-es évek óta jelentős szerepet tölt be a bolgár gazdaságban, produktivitás és munkaerő-foglalkoztatás szempontjából is, azonban alul marad az európai uniós átlaghoz képest.
A hivatalban lévő pártok politikusai családjaikhoz és hozzátartozóikhoz juttatott közpénzek jóléti veszteségeket okoztak a társadalomnak. 2021-ben Magyarországot mögött a legkorruptabb ország az Európai Unióban. A szervezett bűnözés mellett a korrupció az ország schengeni övezeti kérelmének elutasítását és a külföldi befektetések visszamaradását eredményezte. A kormányzati tisztviselők többnyire büntetlenül vesznek részt sikkasztásban, közbeszerzési jogsértésekben és vesztegetésben. Az Európai Bizottság többszöri kritikája ellenére, az EU intézményei tartózkodnak a Bulgária elleni intézkedésektől, mert Lengyelországgal vagy Magyarországgal ellentétben számos kérdésben támogatja Brüsszelt.

## Turizmus
Az 1990-es években a turisztikai ágazat nem szerepelt jól Bulgáriában, a 2000-es évek elején azonban újra gyors növekedésnek indult. 2004-ben mintegy négymillió külföldi látogatott az országba, ez a szám 2000-ben még 2,3 millió volt. 2015-ben 9,3 millió külföldi lépte át a határt, ebből több mint 5,2 millió európai uniós országból érkezett, a legtöbben Romániából (1,4 millió) és Görögországból (1 millió). Magyarországról 102 000-en látogattak az országba. A nem uniós európai országok közül Törökországból mintegy 1,2 millióan, Szerbiából 500 000-en érkeztek. Az Európán kívüli országok közül leginkább Izraelből látogattak Bulgáriába, mintegy 155 000-en.
A turizmus 2014-ben a GDP 3,7%-át tette ki, ezzel a 72. helyen állt a világon. Az előrejelzések folyamatos növekedést jósolnak. A szektor a munkavállalók 12%-át foglalkoztatta.
Bulgária Fekete-tenger homokos tengerpartja kiválóan alkalmas üdülésre. A partvidék legnagyobb központjai: Várna és Burgasz, amelyek nemzetközi repülőtérrel is rendelkeznek. Ismert és kedvelt üdülőhelyei Napospart, Neszebar, Szveti Vlasz, Pomorie, Szozopol, Aranyhomok és Albena.
Az üdülőturizmus mellett jellemző a gyógyturizmus, és a kulturális idegenforgalom is.

## Közlekedés

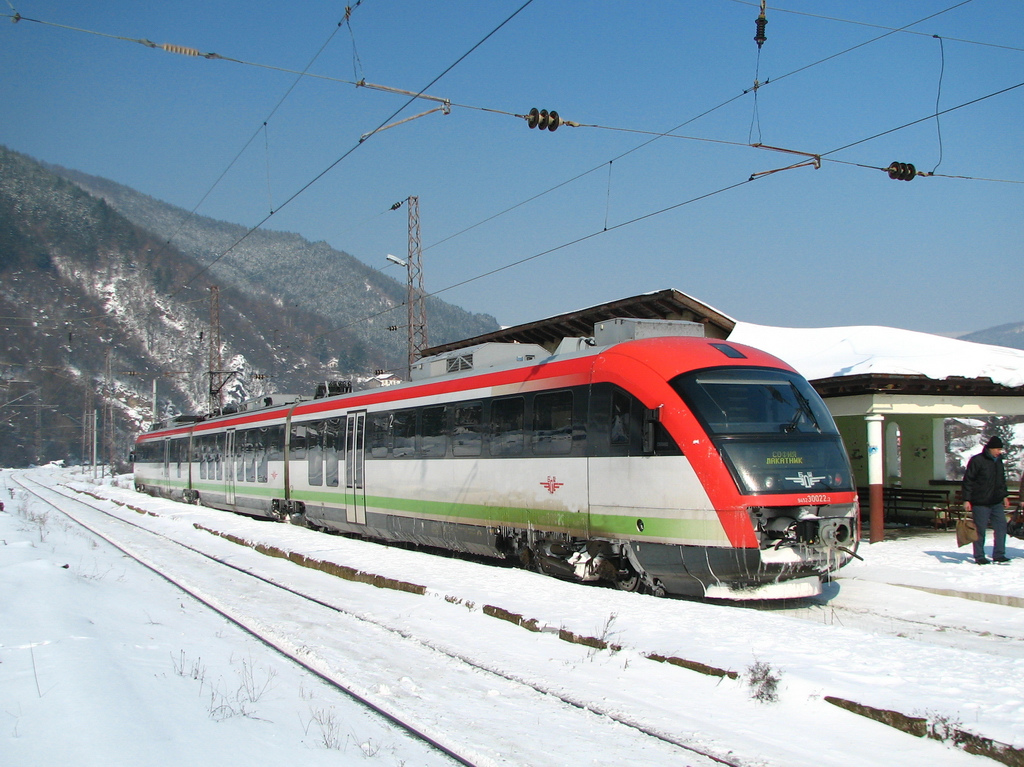
Siemens Desiro típusú vonat a Szófia–Lakatnik vonalon

Bulgária közlekedésének legmeghatározóbb eleme a közúti közlekedés, bár az aszfaltozott utak nagy része a legalacsonyabb minősítésű kategóriába tartozik. 2014 decemberében 610 kilométernyi autópályával rendelkezett az ország.
A távolsági közlekedésben nagy szerepe van a buszjáratoknak, melyeket állami és magántársaságok üzemeltetnek. Szófiából a távolsági buszok a Központi, Déli és Nyugati buszpályaudvarról indulnak. Vidéken iránytaxik közlekednek a kisebb települések között.
A vasúti közlekedés jórészt elavult, az átlagsebesség igen alacsony, bár a vonalak felújítására és gyorsítására irányuló törekvéseket tesz a kormány. Az állami vasúttársaság a Bolgár Államvasutak, de magántársaságok is jelen vannak, mint a Bulgarian Railway Company, vagy a DB Schenker Rail Bulgaria. A szófiai metró két vonallal rendelkezik, a harmadikat 2016-ban kezdték el építeni.
A légi utasforgalom a 2000-es évek eleje óta folyamatosan nő, amihez hozzájárult a szófiai repülőtér bővítése és új célállomások bevezetése is. A nemzeti légitársaság a Bulgaria Air, emellett magán, charterjáratokat üzemeltető társaságok is jelen vannak, melyek belföldi és nemzetközi forgalmat is bonyolítanak.
Bulgária vízi közlekedésében a dunai és a fekete-tengeri kikötők játszanak jelentős szerepet. A két legnagyobb kikötő a várnai és a burgaszi.

## Telekommunikáció
| Hívójel prefix | LZ |
| ITU zóna       | 28 |
| CQ zóna        | 20 |

## Kultúra

### Kulturális örökség

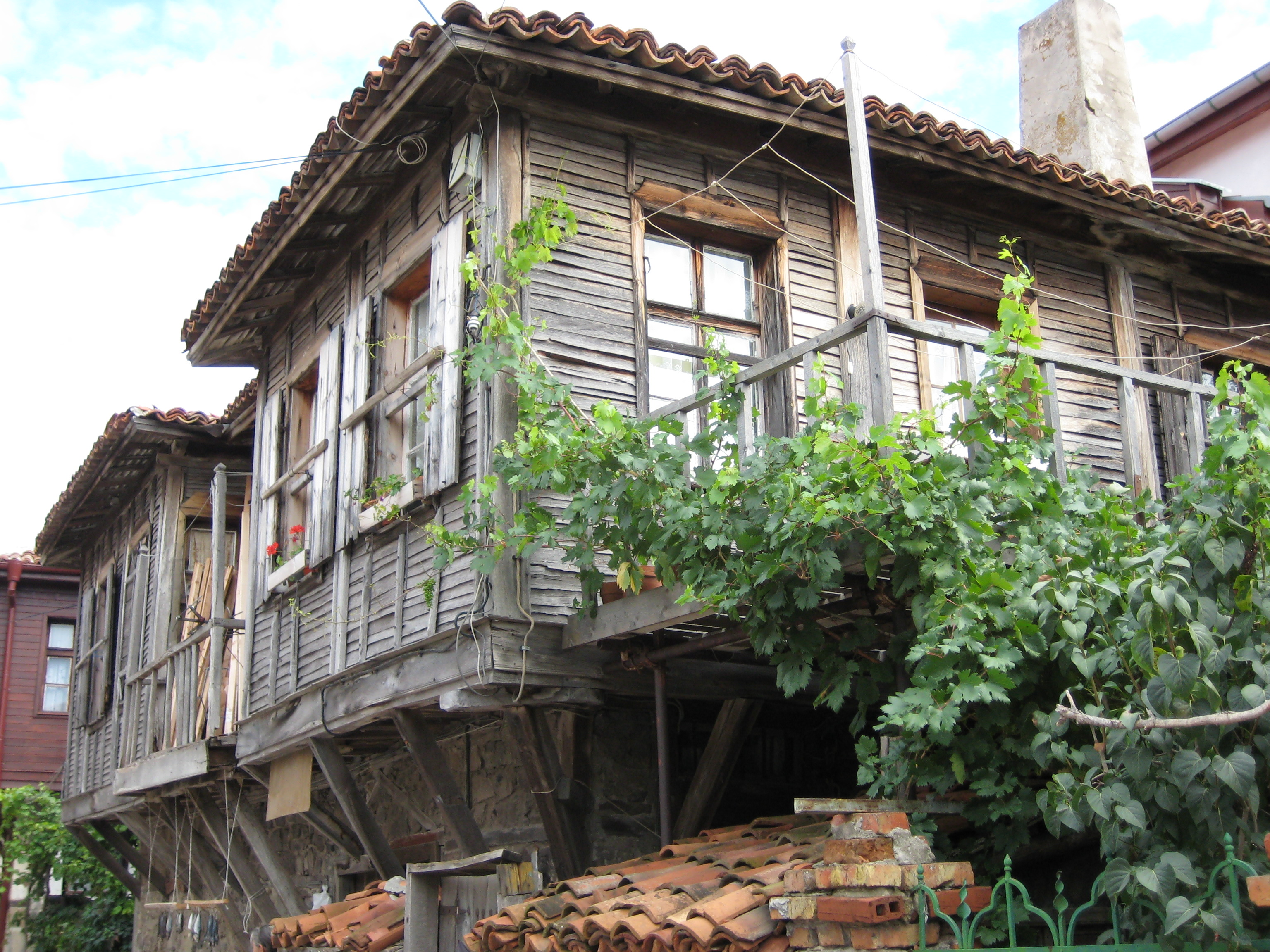
Hagyományos építészet

Bulgária ezeréves múltra visszatekintő kulturális örökséggel rendelkezik. Az ország területén 36 történelmi-kulturális rezervátum és több mint 40 000 kulturális emlékmű található. Ezek különböző történelmi időkből származnak: történelem előtti ásatások, trák sírok, görög archeológiái maradványok, római- és bizánci kori várak, az Első és Második Bolgár Cárság, a nemzeti reneszánsz idejéből fennmaradt történelmi emlékművek. Továbbá a nagyvárosok megőrzött építészeti együttesei valamint eredeti atmoszférát és egykori tipikus, reneszánsz korabeli bolgár építészetet megőrzött egész falvak, városok: Plovdivi óvárosa, Veliko Tarnovo, Koprivstica, Trjavna, Arbanaszi, Bozsenci, Zseravna, Melnik, Banszko, Kovacsevica, Neszebar, Szozopol stb.
Bulgáriában sok (több mint 160) templom és kolostor található. A kolostorok közül a leghíresebbek és a leglátogatottabbak a következők: rilai, bacskovoi, rozserii, trojani, preobrazseni, valamint az aladzsai kőkolostor. A turisták a kolostorok sokaságában éjszakázhatnak, s így teljes egészében átélhetik a szent helyek atmoszféráját.
Az országban több száz nevezetes templom van, amelyek a bolgár ikonfestő iskolák egyedi képeit, falfestészetét, fafaragásait, középkori freskóit és ikonjait őrzik.

#### Világörökség

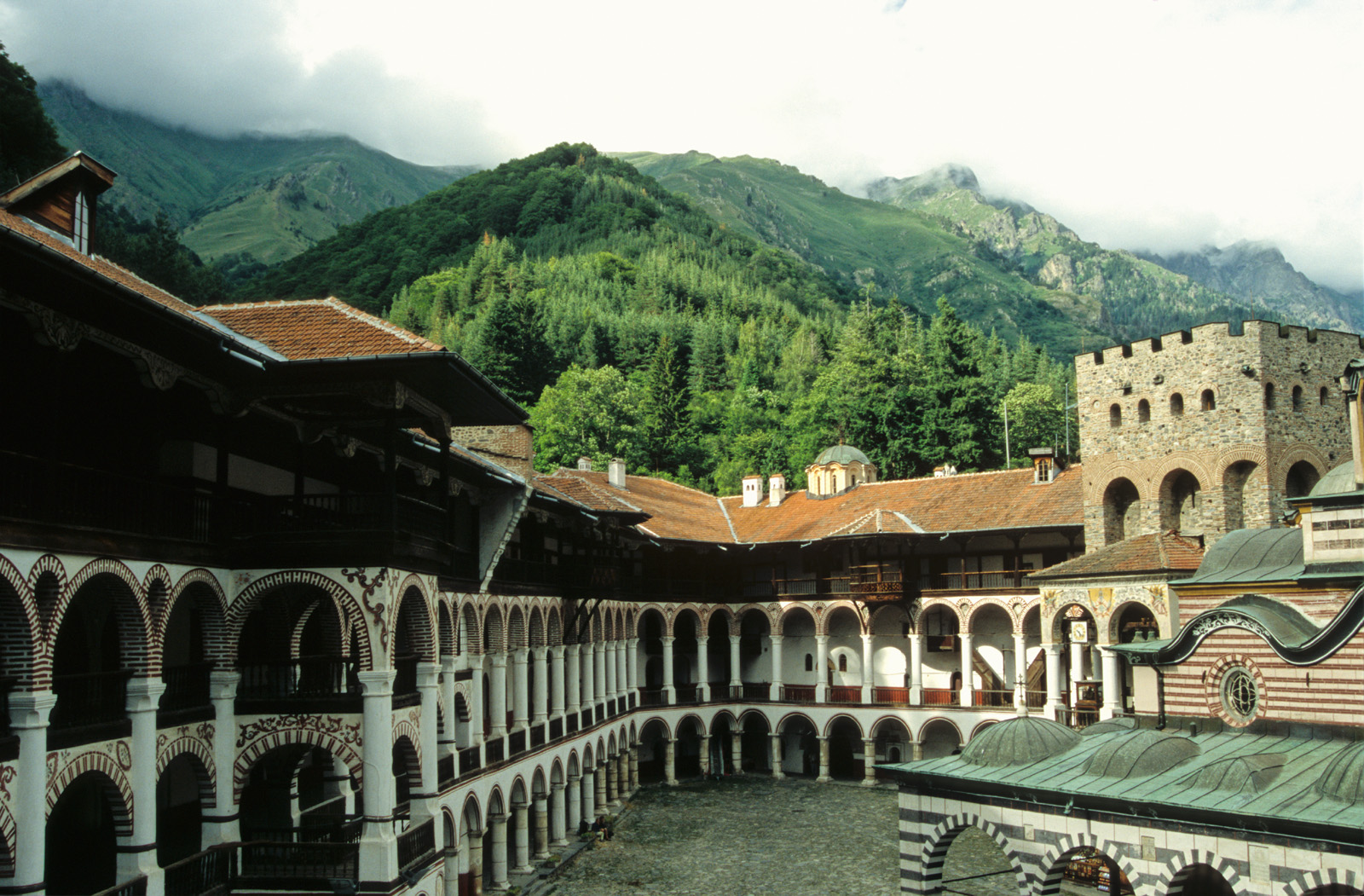
Rilai kolostor

Bulgáriában hét történelmi–kulturális emlékmű és két rezervátum található, amelyek az UNESCO világörökség védnökségi listájában szerepelnek: a Szvestariban található trák sírhely, kazanlaki trák sírkamra, madarai lovas, a Szófia mellett levő Bojana-templom, az ivanovói sziklatemplomok, a rilai kolostor, Neszebar óvárosa, a Szrebarna bioszféra-rezervátum, valamint a Pirin Nemzeti Park. További 14 helyszín a javaslati listán szerepel.

### Oktatási rendszer

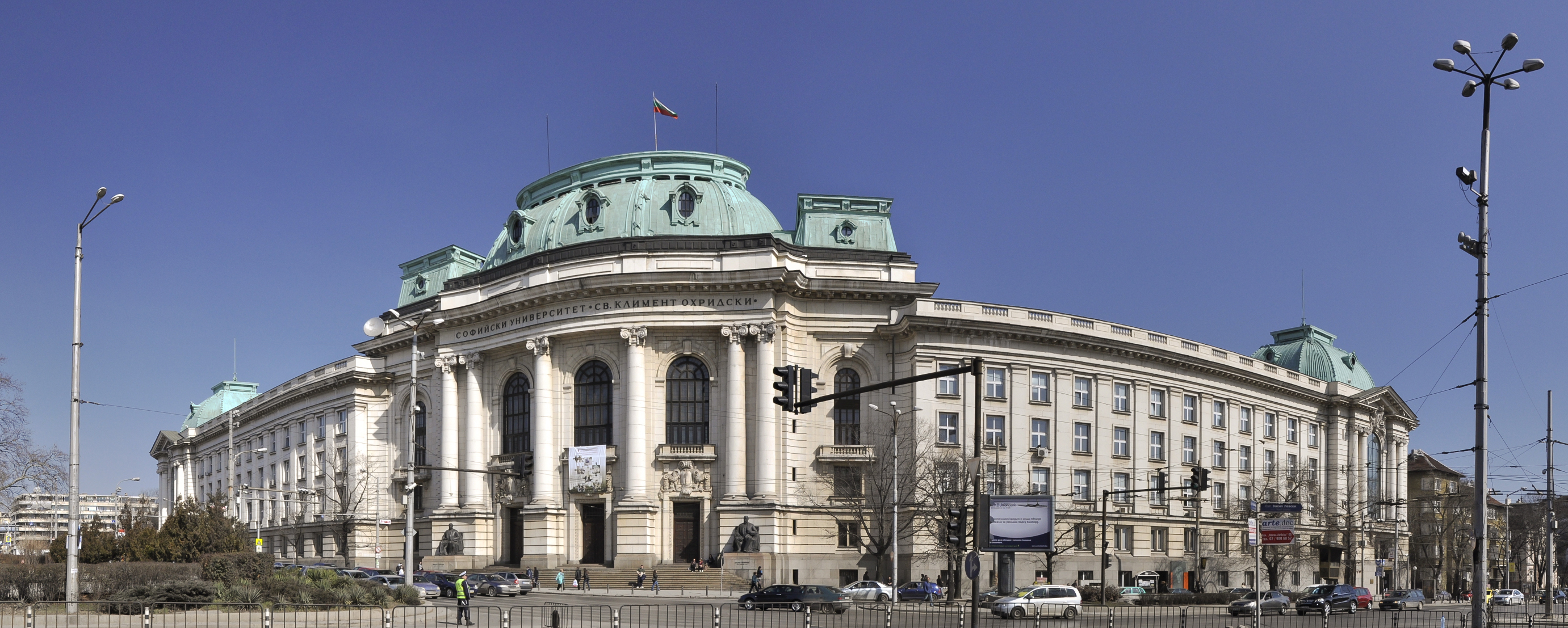
A Szófiai Ohridi Szent Kelemen Egyetem

Az országban fokozatosan nő az írástudatlanok száma. A tanulók hét és 16 év között iskolakötelesek. 2001-ben a bolgár tanulók még a legjobban teljesítők közé tartoztak szövegértésben, túlszárnyalva például kanadai és német társaikat, azóta azonban romlott a helyzet, 2006-ban az olvasásértés mellett matematikában és tudományok területén is rosszabbul teljesítettek. Az ország lényegesen kevesebbet költ oktatásra, mint más európai uniós államok.
Az állami iskolák, főiskolák és egyetemek finanszírozását részben az oktatásügyi minisztérium látja el, meghatározza a tankönyvek kritérium-rendszerét és felügyeli a nyomtatásukat. Az általános- és középiskolai oktatás ingyenes. Az általános iskola nyolc osztályos, a középiskola négyosztályos. A középiskola lehet általános, specializált, szakközépiskola és műszaki szakiskola. A felsőoktatás négyéves alap- és egyéves mesterképzésből áll.
Az ország legjobbnak tartott egyeteme a Szófiai Ohridi Szent Kelemen Egyetem, mely a QS rangosra szerint Európa és Közép-Ázsia 44. legjobb egyeteme volt 2015-ben, a világranglistán azonban csak a 701. helyen állt.

### Kulturális intézmények

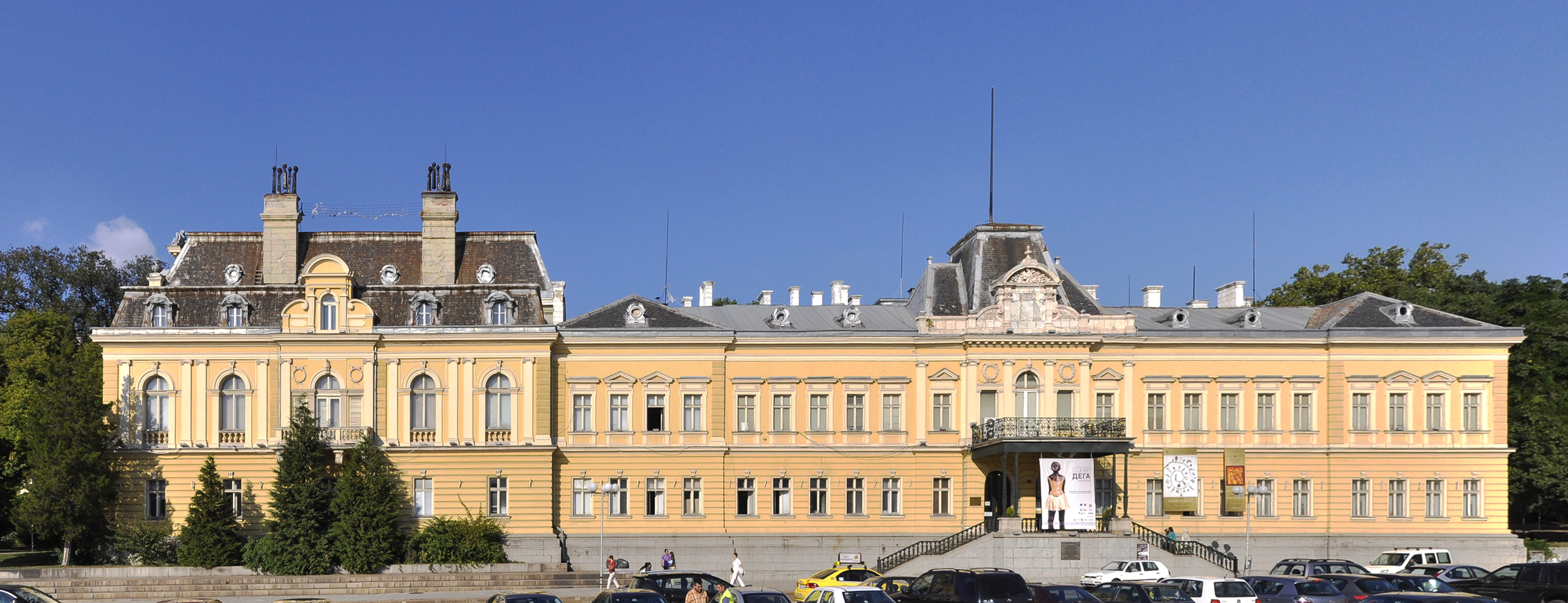
A Nemzeti Galéria Szófiában

Bulgáriában 2015-ben 75 színház volt, ebből hét opera és balett. A színházak össz-befogadóképessége körülbelül 30 000 fő. A Szófiában található Ivan Vazov Nemzeti Színházat 1904-ben hozták létre.
2015-ben több mint 900 koncertet tartottak az országban, félmillió néző előtt. 55 mozi van az országban, 206 teremmel és 35 000 fős kapacitással.
Ugyanebben az évben 201 múzeumot összesen több mint 4,7 millióan látogattak meg országszerte. A főváros után a legtöbb múzeum (12) Plovdivban található. Az országban több nemzeti múzeum is található, például a Nemzeti Galéria, a Nemzeti Régészeti Múzeum, a Nemzeti Történeti Múzeum, a Nemzeti Természettudományi Múzeum vagy a Nemzeti Közlekedési Múzeum. Olyan különleges múzeumok is vannak Bulgáriában, mint a Joghurtmúzeum Sztuden Izvorban, vagy a kazanlaki Rózsamúzeum.
Bulgáriában 48 könyvtár található, ebből 12 felsőoktatási létesítményen belül. A Szent Cirill és Metód Nemzeti Könyvtárat 1878-ban hozták létre, ez az ország legnagyobb könyvtára.

### Művészetek

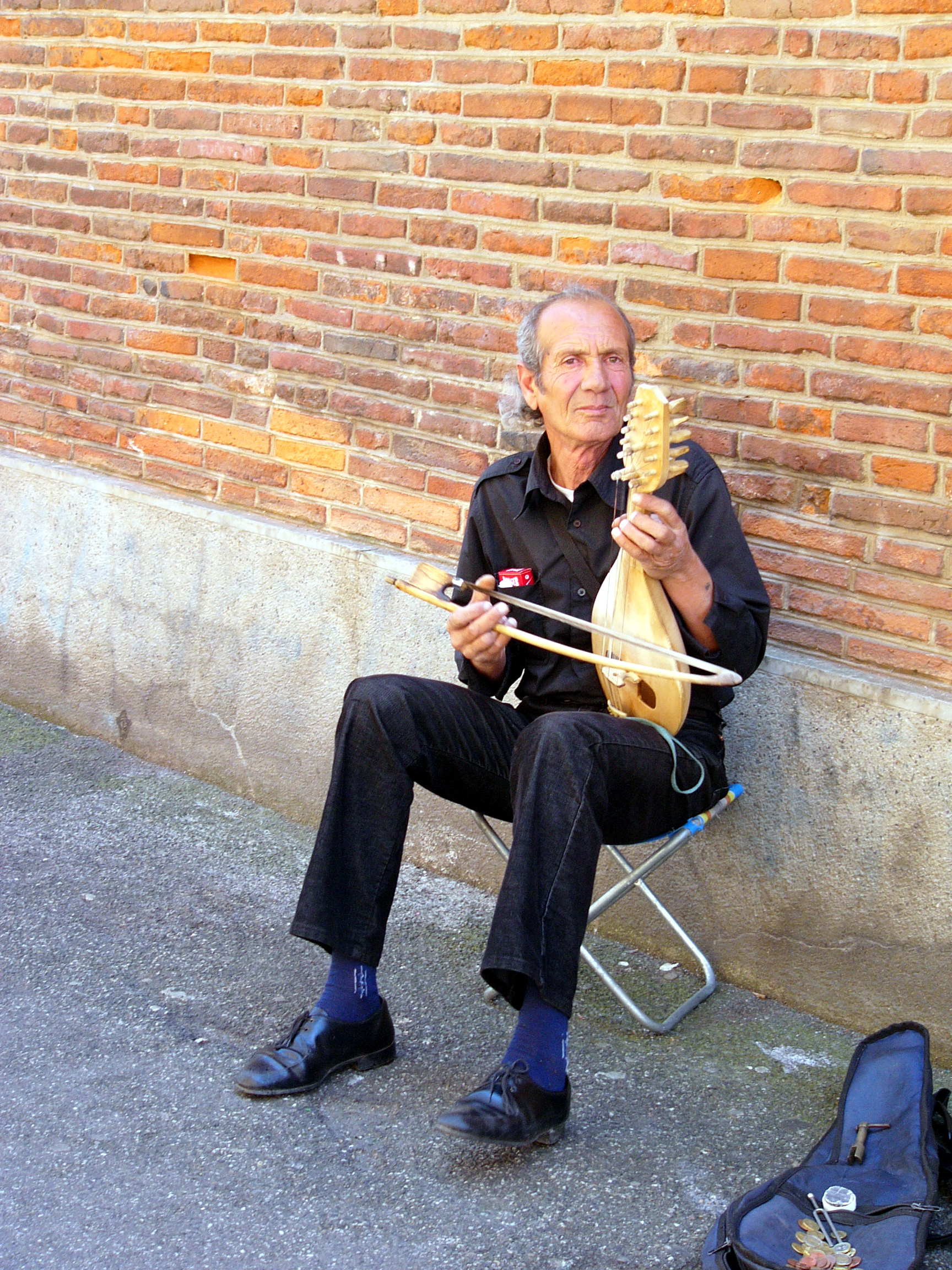
Egy férfi gadulkán, a népi hangszeren játszik

### Hagyományok, folklór
Nagyon érdekesek és egyediek a népviseleti ruhák és hangszerek. A legnépszerűbb kosztümök közé tartoznak a trák, a rodopei és Vidin környéki ún. feketeruhák (csernodreskovci) és fehérruhák (belodreskovci). Rendkívül változatosak a különböző népszokások megrendezésekor hordott népviseleti ruhák. A legnépszerűbbek ezek közül a kuker és lazarka viselet, valamint a parázstáncoló nesztinár táncosok ruhái.
Eredeti hangzásúak a hagyományos bolgár hangszerek, mint a kaba-duda, dzsura-duda, koboz, kétcsövű síp, furulya, dob, bolgár mandolin, kereplő és még egyéb ezekhez hasonló hangszer. A bolgár ünnepi népszokások szigorú naptári rend szerint zajlanak.
Csak férfiak vehetnek részt a koleduvane népszokásban, a karácsonyi éneklésben. A szurvakane a legjellegzetesebb újévi hagyomány, amely az egész országban fennmaradt napjainkig is. A bolgár laduvane szintén újévi hagyomány, de csak lányok vehetnek részt benne és házasságkötésre vonatkozó csoportos jövendölésnek felel meg.
Trifon Zarezan napján (február 14.) – amely a bortermelők, kocsmárosok és kertészek napja – metszik meg az első szőlőt. A hagyomány szerint csak férfiak vesznek részt ebben a népszokásban.
A maskarás játékokat Szirni Zagovezni napján rendezik – maszkosok vesznek részt benne (bakkecskének, bikának, kosnak és egyéb félelmet keltő állatnak öltözött férfiak- bolgárul: kukeri a maszkok elnevezése). A résztvevők fiatal, nőtlen férfiak, akik kikészítetlen nyers kecske és juhbőrbe öltöznek ilyenkor. A derekukon kolompok sokaságával felszerelt maszkosok nagy látványosságot keltenek.
A lóversenyzés (kusia) olyan népszokás, amelyet Tódor napján (a Nagyböjt időszakának első szombatján) rendeznek meg.
A lazaruvane a mezőknek, legelőknek, erdőknek és a fiatal leányoknak (lazarki) szentelt népszokás, akik hagyományos tavaszi népviseletbe öltöznek ilyenkor. A lányok Lázár napján házról házra járnak, amelyet szombat délben kezdenek el és folytatják egészen másnap vasárnapig, amely a Virágvasárnapnak, más néven Vrabnicának felel meg.
Március elsején ünneplik a tavasz kezdetét. Erre a napra készítik el a hagyományos martenicákat (piros-fehér színből sodort kettős gyapjú vagy pamut fonal), amelyeket kitűzve hordanak az emberek, abban a hiedelemben, hogy ez egészséget hoz nekik.
Szent György napját, melyet május 6-án ünnepelnek, szintén tiszteletben tartják a bolgárok, a szentet a juhpásztorok és nyájak védőszentjének tartják. Ezen a napon a házakat és a gazdaságokat zöld koszorúkkal díszítik fel, kígyózik a horó körtánc, lengenek a hinták. A szabadban fogyasztják a hagyományos Szent György napi ünnepi ételt a kurbánt (az első újszülött bárányból főzött húsos, sűrű leves), a pogácsát és más hagyományos ételeket.

### Gasztronómia

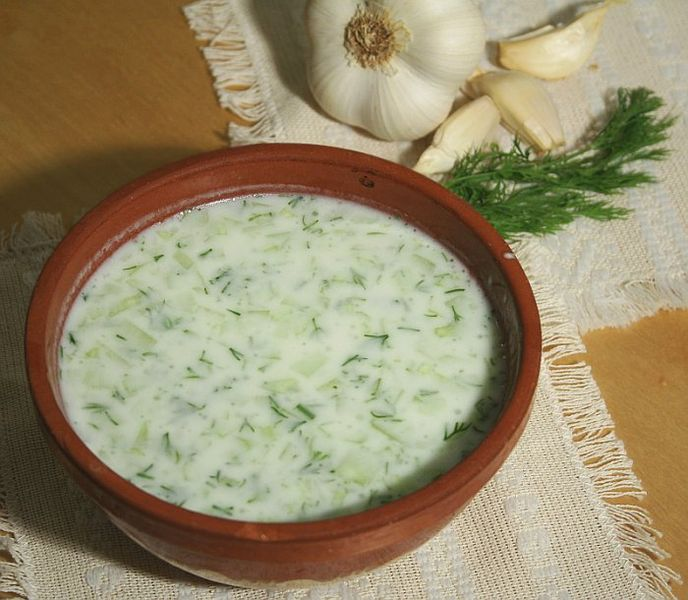
Tarator

A helyi ételek joghurtot, sajtot, bárányt, halat és sok-sok zöldséget tartalmaznak. A levesek közül legjellegzetesebb a csorba, amely tulajdonképpen egy joghurtos, tojásos csirkeleves. A húsételeket illetően sok a közös vonás a bolgár, a szerb, a görög és a török konyha között. A bolgár kebapcse közeli rokona a nevében is hasonló szerb csevapcsicsinek, a kjufte pedig a török köftének. A birkahúsból főtt krumplis-rizses-paradicsomos különféle muszakák és gyuvecsek valamennyi balkáni ország konyhájában megtalálhatók. A mai bolgár konyhában különösen nagy szerep jut a paradicsom- és uborkasalátának, a joghurttal tálalt hagymás vegyes salátának, a sültpaprika-salátának, a sült padlizsánból készülő ételeknek. Különlegesség a rózsaszirup, melynek készítése során a friss rózsaszirmot vízben előfőzik, majd cukrot adnak hozzá, és sűrűre főzik. Az étkezés befejezése Bulgáriában is a kávé. Nem presszókávét isznak, mint az olaszok, hanem a hagyományos török kávét.

## Sport

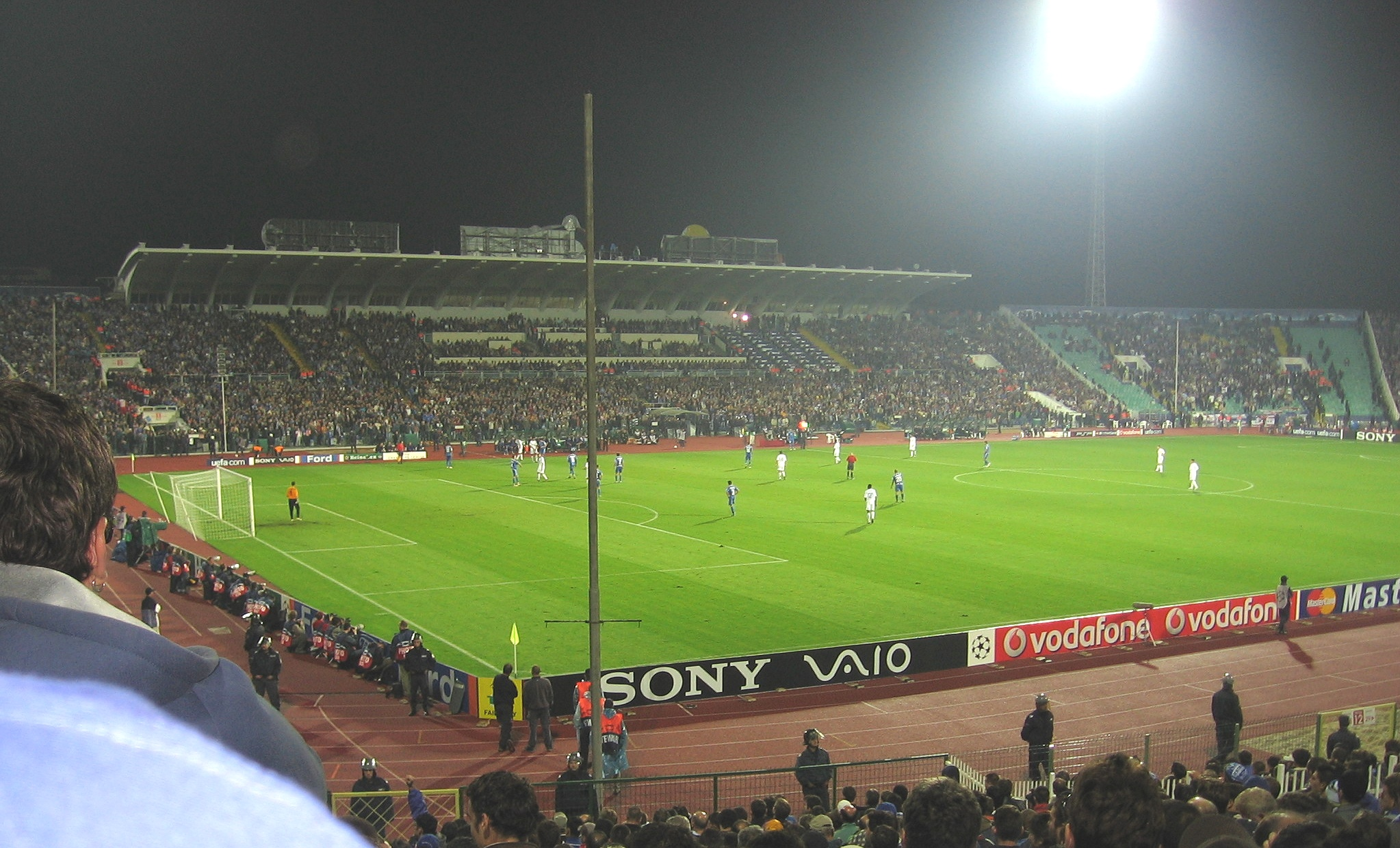
Labdarúgó mérkőzés a Vaszil Levszki Stadionban

### Labdarúgás
Az ország legnépszerűbb sportja a labdarúgás. A bolgár válogatott a 4. helyet szerezte meg az 1994-es világbajnokságon az Egyesült Államokban. Hriszto Sztoicskov vitathatatlanul a legjobban ismert bolgár labdarúgó lett; Barcelonában eltöltött évei alatt megnyerte az Aranylabdát (1994). Georgi Aszparuhov (1943–1971) népszerű játékos volt hazájában. Külföldről is kapott ajánlatokat olasz és portugál kluboktól, de ő Bulgáriában maradt. Karrierje csúcsán, autóbalesetben hunyt el. További híres játékosok Dimitar Berbatov, Martin Petrov, Valeri Bozsinov, és Sztilijan Petrov; mindannyian Angliában játszanak.

Az ország híresebb és legsikeresebb klubjai a PFC CSKA Sofia (30-szoros bolgár bajnok), a Levszki (26-szoros bolgár bajnok és 26-szoros kupagyőztes) és a Szlavija (a legrégibb klub Bulgáriában, 8-szoros bolgár bajnok, 12-szeres kupagyőztes). További népszerű csapat a Lokomotiv Szofija, Litex Lovecs, Cserno More, Lokomotiv Plovdiv és a Botev Plovdiv. A Levszki Szofija az első bolgár klub, akik az új Bajnokok Ligájában indulhatott.

#### Legjobb eredmények
- Labdarúgó-világbajnokság:
  - 1994 – 4. hely
- Olimpia:
  - 1968 – ezüstérem
  - 1956 – bronzérem
- Bővebben: Bolgár labdarúgó-válogatott

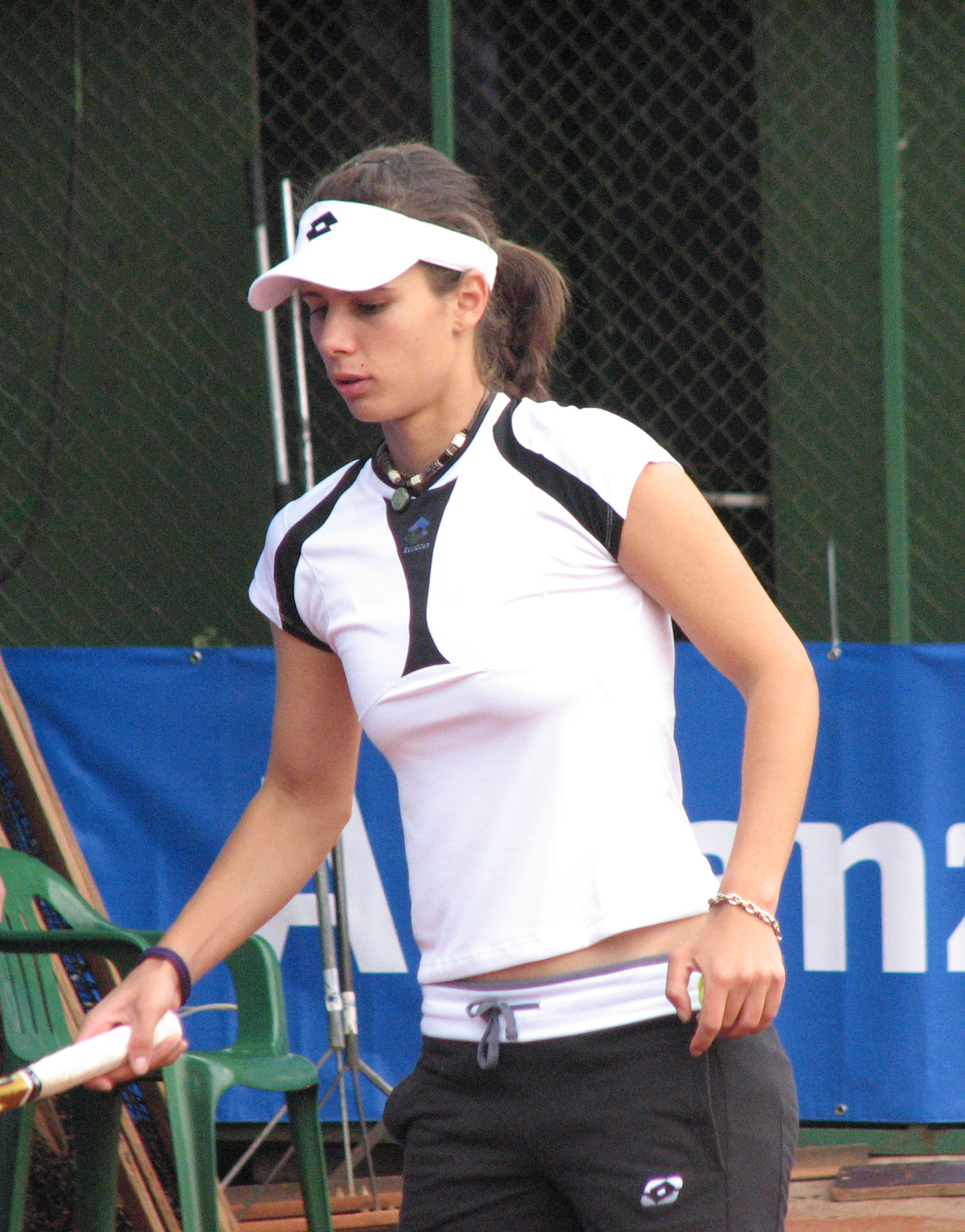
Cvetana Pironkova teniszezőnő

### Egyéb sportok
A foci mellett Bulgária számos más sportban elért eredménnyel is büszkélkedhet. Marija Gigova és Marija Petrova háromszoros világbajnokok ritmikus gimnasztikában. További híres tornászok Szimona Pejcseva, Neska Robeva (edzőként is sikeres) és Jordan Jovcsev. A bolgárok szintén sikeresek súlyemelésben, (több mint 1000 aranyérmet szereztek különböző versenyeken), és birkózásban is. Sztefan Botev, Nikolaj Pesalov, Demir Demirev és Joto Jotov csak pár név a legkiválóbb súlyemelők közül; Szerafim Barzakov, Armen Nazarjan, Plamen Szlavov, Kiril Szirakov és Szergej Morejko pedig világklasszis birkózók. A bolgárok atlétikában is eredményesek. Sztefka Kosztadinova, aki a női magasugrás világcsúcstartója, 209 centimétert ugrott az 1987-es atlétikai világbajnokságon Rómában.
A bolgár röplabda-válogatott a legerősebb csapatok egyike Európában; jelenleg ötödik a FIVB listáján. A 2006-os röplabda-világbajnokságon bronzérmesek lett.
A sakk is nagyon népszerű játék. A legjobb sakkjátékosok egyike, és a korábbi világbajnok Veszelin Topalov is bolgár. 2005 végén a férfi és a női sakkvilágbajnok is egyaránt bolgár volt.
Albena Denkova és Makszim Sztaviszki jégtáncban nyertek kétszer világbajnokságot (2006-ban és 2007-ben).
Az országnak nagy hagyományai vannak az amatőr ökölvívás és a küzdősport versenyeken.
Bulgária jelentős sikereket ért el a judo és a karate csapataival világ-és Európa-bajnokságokon.
Kalojan Sztefanov Mahljanov, leginkább Kotoōshū Katsunoriként ismert világhírű szumóbirkózó, az első európai aki elnyerte az ozeki címet.

### Olimpia
Bulgária 1896-ban vett részt először a nyári olimpiai játékokon, a téli olimpiai játékokon pedig 1936-ban. Összesen 52 aranyat, 87 ezüstöt és 81 bronzot szereztek, a legsikeresebb sportáguk a birkózás és súlyemelés.

## Hivatalos ünnepek
Hivatalos ünnepek:
- Január 1. – Újév
- Március 3. – Nemzeti ünnep – Bulgária török uralom alól való felszabadulásának napja
- Húsvét – (Vasárnap és hétfő) a juliánus naptár alapján
- Május 1.  –  A munka ünnepe és a nemzetközi munkásszolidaritás napja
- Május 6. – Gergyovden (Szent György napja), továbbá a bolgár hadsereg napja
- Május 24. – a bolgár oktatás, ill. a bolgár kultúra és a szláv írás napja
- Szeptember 6. – Bulgária egyesülésének napja
- Szeptember 22. – Függetlenség napja
- November 1. – minden oktatási intézmény számára ünnep
- December 24.  – Szenteste
- December 25–26. – Karácsony